# Клевань
Клевáнь — селище в Україні, у Рівненському районі Рівненської області, а також залізнична станція на лінії Рівне — Ківерці. Селище розташоване на березі річки Стубла (притока Горині). Через Клевань проходить автодорога національного значення Н22. З 1940 по 1962 роки був районним центром Клеванського району. Сьогодні відоме через популярний туристичний об'єкт тунель кохання.

## Історія

### Від заснування і до XX століття

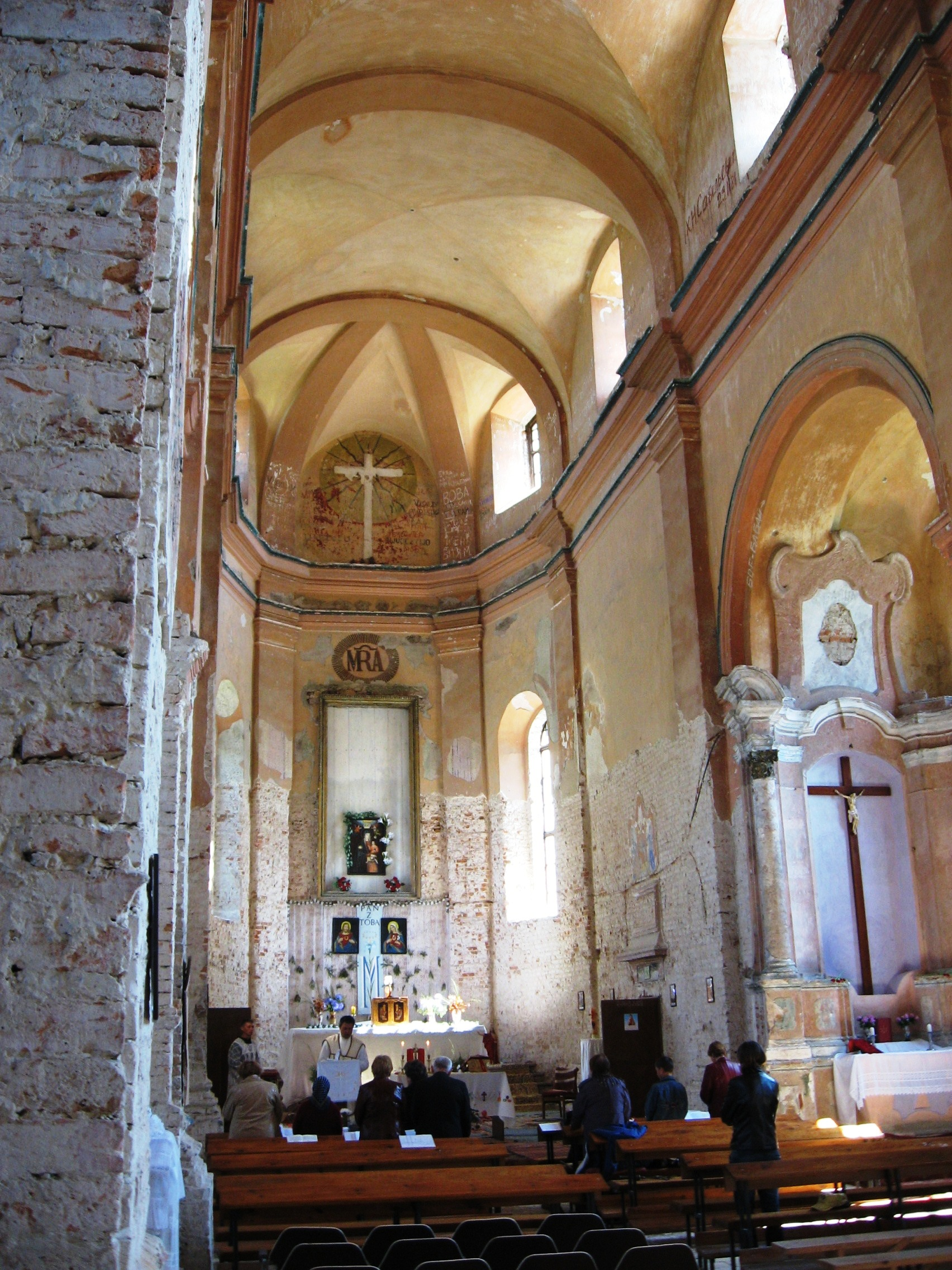
Головна нава костелу Благовіщення

Поселення Клевань, за твердженням істориків, існувало вже в XII столітті під назвою Коливань Хтось придумав, начебто коливань — це назва ваг великого розміру, на яких зважували велику рогату худобу. Втім, відомий лінгвіст професор Костянтин Тищенко дійшов висновку, що подібні назви принесені місіонерами кельтської церкви, в пам'ять про святого Колумбана.
Клевань розбудовувався на високому правому березі річки Стубли, по якій з 1793 року і певний час по тому, проходив польсько-російський кордон.
У письмових джерелах Клевань вперше згаданий під 1458 роком як власність князя Михайла Чорторийського. Як Олику прославили і розбудували князі Радзивіли, так і Клевань непорушно пов'язаний в історії із князями-магнатами Чорторийськими.
Природа сама підказала місце для замку — високі правобережні пагорби річки Стубли були дуже зручними для укріплення. На одному з прибережних мисів, який називають Городище, 1475 року князь Михайло Чорторийський — брацлавський намісник, побудував замок. У 1495 році за сприяння його сина Федора, луцького старости, замок було добудовано та оточено його міцними кам'яними мурами і глибоким ровом, який заповнювався водою Стубли. Тоді ж по кутам було зведено дві муровані вежі «пунтоне» — п'ятикутні в плані. Одна вежа захищала в'їзну браму, а інша — контролювала підступи до замку з боку річки. Обидві вежі відносно непогано збереглися, особливо східна. Товщина їхніх цегляних стін у деяких місцях сягала 3,8 м. Третя башта, що не збереглася до наших днів, була дерев'яною. Закінчилася побудова замку в 1561 році.
Цікаво, що після завершення будівництва двох наріжних башт замку та початку оселення тут людей князь Радзивілл подав позов на Чорторийських, мотивуючи це тим, що нові поселенці зайняли його землі. Ці суперечки тривали до 1555 року: тоді Микола Радзивілл Чорний (олицький) відступив Сможів та Михорщину (пол. Michorszczyzna), а Іван Федорович Чорторийський взамін — Сильно (пол. Silno), «клеванський берег» над річкою Олика і 1000 злотих.
На дитинці побудували триверху дерев'яну церкву.
Для підведення води у рови, що оточували замок, на річці був збудований водяний млин та гребля із каналами для підведення води. По греблі біля млина проходив дерев'яний міст (споруди не збереглися донині — їх можна побачити на малюнку Наполеона Орди — Вигляд на клеванський замок). Ці споруди мали оригінальні дерев'яні неглибокі «міні-басейни» із різними глибинами та із «міні-водоспадами», розташованими під накриттям мосту, і які призначалися для купання сімей із дітьми. Басейни підтримувалися у задовільному стані до першої половини 70-х років 20 століття і були улюбленим місцем відпочинку сімей із дітьми. Після проведення меліоративних робіт, спрямованих на осушення заплавних земель річки Стубли, та після відведення води на полив пальметного саду поблизу села Зоря у другій половині 70-х років, річка суттєво обміліла і ці унікальні споруди було повністю втрачено.

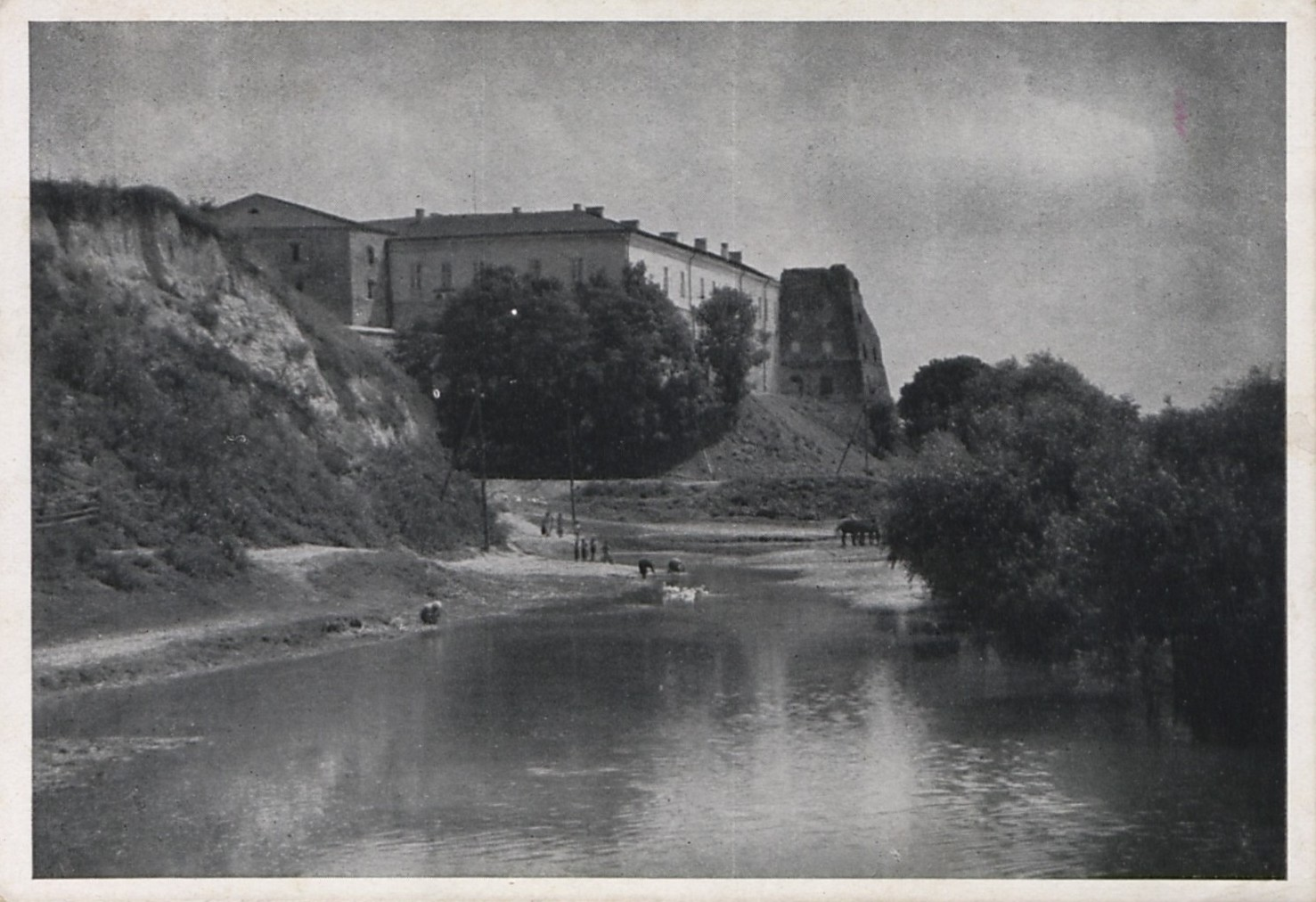
Замок над річкою Стублою на старій поштівці

З опису Клеванського замку від 1609 р. взнаємо, що головну оборонну функцію виконував західний кам'яний бастіон із влаштованим усередині уступом. Східна башта була меншою за висотою і використовувалася як арсенал. У бійницях замку було встановлено біля 30-ти гармат. Через глибокий рів був перекинутий стаціонарний чотириарковий міст на міцних пілонах, який початково був підйомним. Цікаво, що міст прикрашали фрески, залишки яких ще було видно на початку XX ст.
Протягом XVI—XVII ст. місто і замок неодноразово зазнавали нападів як татар, так і козаків. У 1617, 1619 роках замок тричі піддавався нападам татар і тричі його нападники зазнавали поразки. 1640 року війська ординців, зруйнувавши місто Рівне, здійснили чергову спробу взяти клеванський замок штурмом. Бій тривав тиждень і з приходом військової підмоги ординці були розбиті. Серед місцевих жителів досі переказують легенду про підземний хід, який з'єднував місцевий замок із Олицьким, і по якому захисники отримували допомогу та підкріплення. За цими ж легендами, пізніше підземний хід сполучив замок із Благовіщенським костелом. Підкріплювали цю легенду періодичні провали ґрунту поряд із базарною площею, які відбувалися до 70-х років 20-го століття.
1648 року під час визвольної війни українського народу проти польських і українських магнатів, які у жорсткій формі нав'язували українському народу, передбачену Берестейською унією, єдину віру — католицьку, єдину мову — польську, які руйнували православні церкви і храми чи віддавали їх греко-католикам або передавали в оренду євреям, та здійснювали утиски українського населення, замок було оточено козацьким військом, яке після триденного бою оволоділо фортецею. Учасником цих подій був відомий український військовий та державний діяч, полковник Волинського (Зв'ягельського) козацького полку Михайло Тиша.

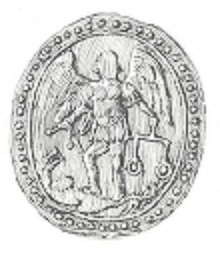
Міська печатка (1777 р.)

Ще 1632 р. замок віддали єзуїтам, які влаштували тут свою колегію. З метою відродження економіки у 1654 поселенню було надане Магдебурзьке право (і знову — суперництво з Оликою!), що обумовило розквіт торгівлі і зростання польської та єврейської громад.
Після вигнання єзуїтів у 1773 р., коли місцевість у результаті першого поділу Речі Посполитої відійшла до Австрійської імперії, а після другого поділу 1793 року — до Росії, замок тривалий час стояв пусткою, аж поки князь Костянтин Чарторийський, який вирішив створити у Клевані польську гімназію, не перебудував замок у 1816 р. Східна стіна була розібрана, а на її місці з'явилися два флігелі, де і розмістилася гімназія. Після третього поділу Речі Посполитої російська влада закрила цей навчальний заклад у 1831 р.
1834 р. сюди з Луцька було переведено російську гімназію, та через 2 роки вона переходить до Рівного. Замок знову став пусткою та розвалювався без належного нагляду, і у 1877 р. Чорторийські продали свої тутешні маєтки російському царю Олександру II. У палаці магнатів, що був на території замку, розташувалося управління маєтками царської родини — волинських апанажів. У 1915 р. під час воєнних дій Першої світової війни палац було зруйновано, не вцілів ані дах, ані вікна. Після ремонту та часткової відбудови окремих приміщень у замку розмістили духовне училище.

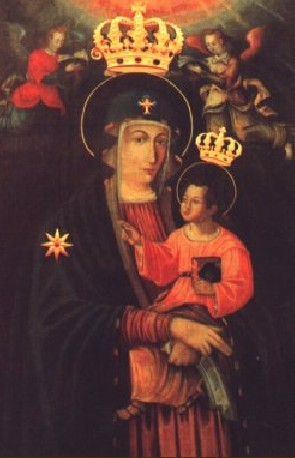
Чудотворний образ Матері Божої Клеванської

На вулиці Міцкевича, неподалік від крутого плато, розташований Благовіщенський костел у стилі раннього бароко, який зараз чудово видно при під'їзді з автотраси Луцьк — Рівне. Засновник храму Юрій Чорторийський, отримавши освіту у віленських єзуїтів, перший із цього православного княжого роду перейшов на католицизм. Зміна віросповідання вимагала матеріального свідоцтва, чим і стало будівництво костелу в Клевані, спочатку дерев'яного, в 1590 році, а потім на тому ж місці — кам'яного. Закінчено будівництво було в 1610 р., та освячено храм лише 1637 р.
Ще у першій третині XX ст. храм прикрашав чималих розмірів вівтарний чудотворний образ Матері Божої Клеванської пензля Карла Дольчі, майстра болонської школи XVII ст., який спочатку перебував у замковій каплиці. Трохи південніше костелу стоїть двоярусна дзвіниця з невеликим декоративним ліхтариком на вершині шатра.
З 1947 р. і до 1991 р. костел стояв пусткою із наглухо забитими вікнами та дверми. Попри це, та заборони батьків, клеванська дітвора, уяву якої підігрівали часті випадки знаходження скарбів у Клевані і його околицях, проникала до костелу в пошуках входу до легендарного підземного ходу. 1991 р. розпочалась реставрація костелу і після того, як у ньому стало безпечно перебувати, розпочалося його відродження як культової споруди.

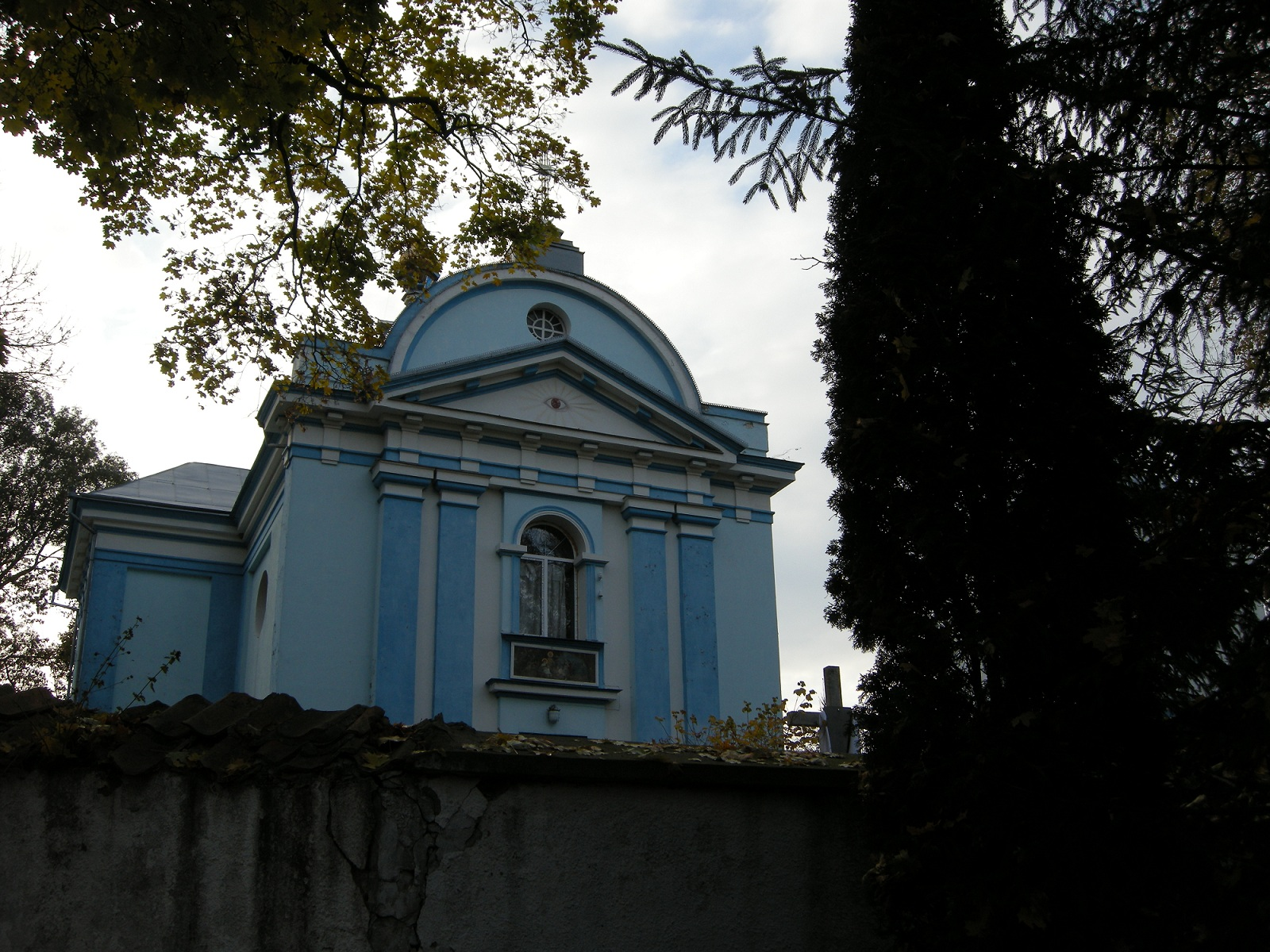
Церква Різдва Христового

У самому центрі, поблизу давнього городища та поряд із замком, збереглася ще одна пам'ятка культової архітектури — церква Різдва, заснована у 1777 р. і побудована за сприяння Адама Єжи Чорторийського, яка початково була греко-католицькою (вул. Госпітальна). Це храм, збудований із цегли, із класицистичним фасадом, який оформлений глухим пілястровим портиком тосканського ордеру. У цілому, об'ємне планування церкви характерне для народної архітектури: хрестовий план, одноглаве завершення над середохрестям. Поруч — скромна непримітна дзвіниця на два яруси (1844).

### На початку XX століття
Як і в усіх містах та містечках Волині, у Клевані проживала чимала єврейська громада. У польському путівнику по Волині за 1929 р. Клевань так і називають — «єврейське містечко із кількістю єврейського населення в 1300 чоловік» (пол. «żydowskie miasteczko o 1300 m. w pow. rówieńskim»).
Також, у центрі міста та неподалік від центральної вулиці (нині — автотраси), була розташована синагога, — культова споруда, побудована із цегли, у стилі бароко, залишки якої зараз стоять пусткою.
У результаті подій Першої світової війни, Жовтневого більшовицького перевороту 1917 року в Росії, Польсько-української війни (1918—1919), Варшавського договору 1920 року, Польсько-радянської війни та Ризького мирного договору 1921 року Клевань увійшов до складу відродженої Польщі (Другої Речі Посполитої). Знову розпочалися політичні, економічні, духовні та соціальні утиски українського населення. Знову почала розгорятися боротьба за рівноправність, духовну і економічну свободу, за єдність поділених українських земель і українського народу, яка набрала широкого розмаху після 30-х років, причому разом боролися як члени ОУН так і КПЗУ, які разом переживали жахи польських тюрем та табору Береза Картузька. За активну боротьбу і приналежність до ОУН неодноразово арештовували й засуджували жителів Клеваня братів Олександра та Якова Бу́слів.
У 1929 р. на Клевань поширені правила міської забудови.
Міжвоєнний період характеризується бурхливим економічним розвитком Клеваня, масово розвивалися торгівля і дрібне виробництво: хлібопекарство, молокопереробка, пошиття одягу. Потрібно зауважити, що особливий вклад у розвиток містечка внесла єврейська громада, яка становила більшість населення Клеваня.

### Клевань у рокиДругої світової війни
17 вересня 1939 року згідно з пактом Молотова — Ріббентропа радянська армія перейшла східний кордон Польщі задля окупації обумовлених у пакті територій Польщі і «визволення» територій Західної України та Західної Білорусі від польської влади, проти якої боролися не тільки українська громада Клеваня, а і етнічні поляки православного віросповідання. 14 листопада 1939 року Клевань, як і решта окупованих територій, увійшли до складу Радянської України. «Визволителі» звільнили всіх ув'язнених із польських тюрем та таборів, але практично одразу ж розпочали переслідувати представників ОУН та української інтелігенції. Із приходом нової влади розпочалися репресії проти місцевого населення. Більшість населення починає вороже ставитися до окупаційної радянської влади. У публікаціях та листівках того часу зазначалось, що радянська окупація є ще гіршою від польської. Знову починає розгорятися боротьба за незалежність України.
З 1 по 4 квітня 1941 року ОУНР проводить у Кракові II Великий збір ОУН, одним із організаторів і учасників якого був клеванчанин Яків Бусел. У постановах Збору утверджувалися основи українського націоналізму — рівність усіх українців у своїх правах і обов'язках, соціальна підтримка малозабезпечених, сиріт, інвалідів та людей похилого віку, свобода сумління і релігійних культів, права селянства самостійно господарювати на своїй землі, засудження нав'язуваної безгосподарної радянської колгоспної системи, захист свободи і незалежності українського народу, його традицій, культури і віри,
24 червня 1941 року, практично одразу ж після початку німецько-радянської війни, до рубежу річки Стубли підійшли німецькі війська. Однак у результаті контрударів 24 червня в напрямку на Клевань та 26 червня в напрямку на Дубно, завданого силами 9-го механізованого корпусу 5-ї армії генерала О. Ф. Попова, вони були відкинуті.
25 червня Клевань було піддано бомбардуванню. Основні удари було завдано по залізничній станції, деревообробному заводу та південним околицям Клеваня-І. Місцеве населення покинуло домівки, переважна частина подалася в ліси.
Однак успіх Червоної армії під Клеванем 24 червня був здобутий ціною суттєвих втрат у техніці. Радянські війська залишили Клевань і відійшли на рубіж річки Горинь. І тільки після відходу радянських військ і повторного бомбардування селища, яке відбулося 2 липня, 3 липня 1941 року в Клевань увійшла німецька армія. На той час містечко було штаб-квартирою польської Самооборони, яка намагалась протистояти вермахту. Місцева польська газета того часу за ініціативи польської самооборони надрукувала оголошення із закликом до місцевого населення, що мало борони, винести їх до мосту через річку Стубла і розікласти зубцями догори, щоб німецькі танки покололи собі гусениці. За намагання спротиву, за цю об'яву та за плакати із закликом боротьби із «германцями» німці розправилися із самооборонцями. Одразу ж наступного дня німці розпочали єврейські погроми. Понад 200 осіб єврейської громади зігнали в синагогу, оточили військами і підпалили. Солдати вермахту, значну частину яких складали румунські підрозділи, розбивали і грабували магазини та спустілі обійстя. Після їх відходу окремі мешканці містечка завершили грабунок розбитих і частково пограбованих єврейських магазинів та спустошених обійсть.
Клевань став «райцентром» новоутвореного «Району Клевань» (нім. Rayon Klewan), який увійшов до Рівненського ґебіту (нім. Kreisgebiet Rowno) Райхскомісаріату Україна. У Клеванській районній управі, яка розмістилася у старому панському маєтку, було 11 секцій. Для наведення порядку і стримування мародерства у Клевані були сформовані польський та український відділи місцевої поліції, серед яких із першого ж дня розгорілася запекла ворожнеча, яка доходила до сутичок. Український відділ розмістився у приміщенні школи, розташованої фактично за межами містечка, де, відповідно, повноправно «хазяйнував» польський відділ поліції. Обидва підрозділи наввипередки арештовували та затримували українці — поляків, а ті — українців, і, звичайно ж, євреїв. Розстріли і погроми єврейського населення тривали. Всього під час погромів загинуло від 400 до 700 осіб єврейської громади. У пам'ять про більше, ніж 200 осіб, спалених у синагозі, на її залишках встановлено меморіальну дошку. Розстріли єврейського населення тривали до травня 1942 року. 15 травня 1942 року підрозділи СД із Рівного за участі жандармерії і місцевої поліції завершили винищення єврейської громади, розстрілявши близько 1 500 осіб. Після цієї події найбільшими громадами у Клевані стали українська і польська.
З перших днів німецької окупації місцеве населення у повному обсязі відчуло на собі «новий порядок». Були встановлені рознарядки на сільськогосподарські поставки для жителів навколишніх сіл. Від поставок звільнялися тільки жителі спалених сіл. Від кожної хати потрібно було виділяти одну людину для лісозаготівель незалежно від віку. Матері, лякаючи дітей, запитували: Як німець каже? — По ко-льо-ди. На роботи зганяли лікарів, пожежників, залізничників, службовців. Тривалість робочого дня для них була збільшена. Чоловіків віком від 14 до 60 років, не задіяних на роботах, відправляли на роботи до Німеччини. Репресії та розстріли застосовувалися не тільки до єврейської частини населення, а і до членів української та польської громад. Клевань став центром розгортання національно-визвольної боротьби ОУН-УПА. Українська громада надавала всеохопну підтримку повстанському руху. Практично всі вцілілі на той час чоловіки і юнаки навколишніх населених пунктів були бійцями УПА, як наприклад, жителі Оржівських хуторів, Білівських хуторів, хутора Кобилище та ін. До 1942 року всі клеванські поліцаї українського походження перейшли «в ліси» на сторону УПА, яка у взаємодії із осередками самооборони встановили свою владу практично по усьому рівненському Поліссі. Восени 1942 р. бійцями УПА поблизу селища Клевань тричі було здійснено підрив телефонного кабелю, що зв'язував ставку Гітлера у Вінниці з Берліном.
Найвідомішими повстанцями були брати Олександр та Яків Бусел, Геннадій Янкевич.
У квітні 1943 р. в Клевань перевели команду (за чисельністю солдат команда еквівалентна роті) 202-го польського шуцманшафтбатальйону, який гітлерівці сформували виключно з поляків. Переведена у Клевань команда повинна була захищати окупаційну владу у Клевані та охороняти дороги в регіоні, захищаючи їх від вояків УПА та від українських поліцаїв, які на той час почали масово переходити на сторону повстанців, а також від партизан спецзагону полковника НКВС Медведєва, що служив до війни в системі сталінського ГУЛАГу, база якого була розташована в цуманських лісах недалеко від Олики. Цей батальйон застосовувався німцями у 1942—1944 рр. для каральних операцій проти мирного населення Білорусі і України (пацифікації) та в акціях проти УПА.. Батальйон налічував 13 офіцерів, 20 молодших офіцерів і 550 солдат. Бійці цього батальйону відрізнялися від решти польських колабораціоністських формувань вишколом і тим, що носили німецьку форму. Його команди діяли в Березному, Костополі, Деражному та інших населених пунктах Рівненщини. Окрім команди 202-го батальйону, нацисти в Клевані сформували з поляків місцевий відділок поліції (нім. Eizeldienst) та місцеву польську самооборону.
Волинська трагедія 1943 року не обійшла і Клевань, хоча значних масових погромів з обох сторін, як це відбувалося на Поліссі, не відбулося. Вражені жорстокістю розправ над цивільним польським населенням, польські патрулі, всупереч німецькій адміністрації, окрім каральних операцій, розпочали самочинні напади на українські поселення. Їм протидіяли осередки самооборони, створені практично в усіх селах. Допомогу самооборонцям намагалися надати підрозділи УПА.
Особливо «відзначилася» команда 202-го батальйону. Відповідь з боку УПА на такі дії не забарилася. У серпні 1943 р. бійці УПА атакували Клеванський гарнізон. На допомогу команді 202-го польського шуцманшафтбатальйону, місцевій польській поліції та польським самооборонцям прийшов угорський відділ військ вермахту, що не дало можливості воякам УПА знищити гарнізон і захопити Клевань. У цей же час навпроти села Дерев'яне бійці УПА вщент розбили гітлерівську колону, що відступала на Луцьк. Уцілілі солдати команди 202-го польського шуцманшафтбатальйону, що супроводжували колону, та вермахту відійшли в село і закріпилися в клунях і хлівах сільських жителів. Розрахунок на те, що бійці УПА не вестимуть вогонь по майну жителів українського села і не будуть штурмувати їх у селі, врятував вцілілих від знищення. Бійці УПА «викурили» тільки одну кулеметну точку (згоріла тільки одна клуня) і відійшли. Можливо, через це жителі села не зазнали суттєвих репресій з боку поляків і нацистів аж до самого завершення окупації.
У листопаді 1943 майже половина від вцілілого 202-го батальйону дезертувала, і в січні 1944-го, безпосередньо перед звільненням Клеваня, його рештки було переведено з Волині до Львова, а в серпні 1944-го батальйон припинив існувати. Польська громада в Клевані залишилася під охороною самооборонців аж до приходу Червоної Армії у лютому 1944 р.
У ході проведення Рівненсько-Луцької операції, яку розпочали 27 січня 1944 року, у Клевань увійшла Червона армія: глибокими рейдами кавалерії 31 січня було взято Клевань-II, а 1 лютого — і Клевань-І. У вигнанні з Клеваня гітлерівських загарбників брали участь добровольці Тувинського ескадрону під командуванням капітана Тюлюша Кечил-Оола, який входив до складу 8-ї гвардійської кавалерійської дивізії генерал-майора Д. Н. Павлова.
На фоні загальної жорстокості випадки рятування ближніх (євреїв, біженців, оточенців, військовополонених) як польськими, так і українськими родинами та взаємної допомоги були досить частими, через що «нічні месники» ввели в практику вимагати від усіх незнайомих, кого заставали в домі, доказів чи то католицької, чи то православної віри як індикатор поділу на «наш» — «чужий» у залежності від того, хто «завітав» до цього дому.

### Після війни

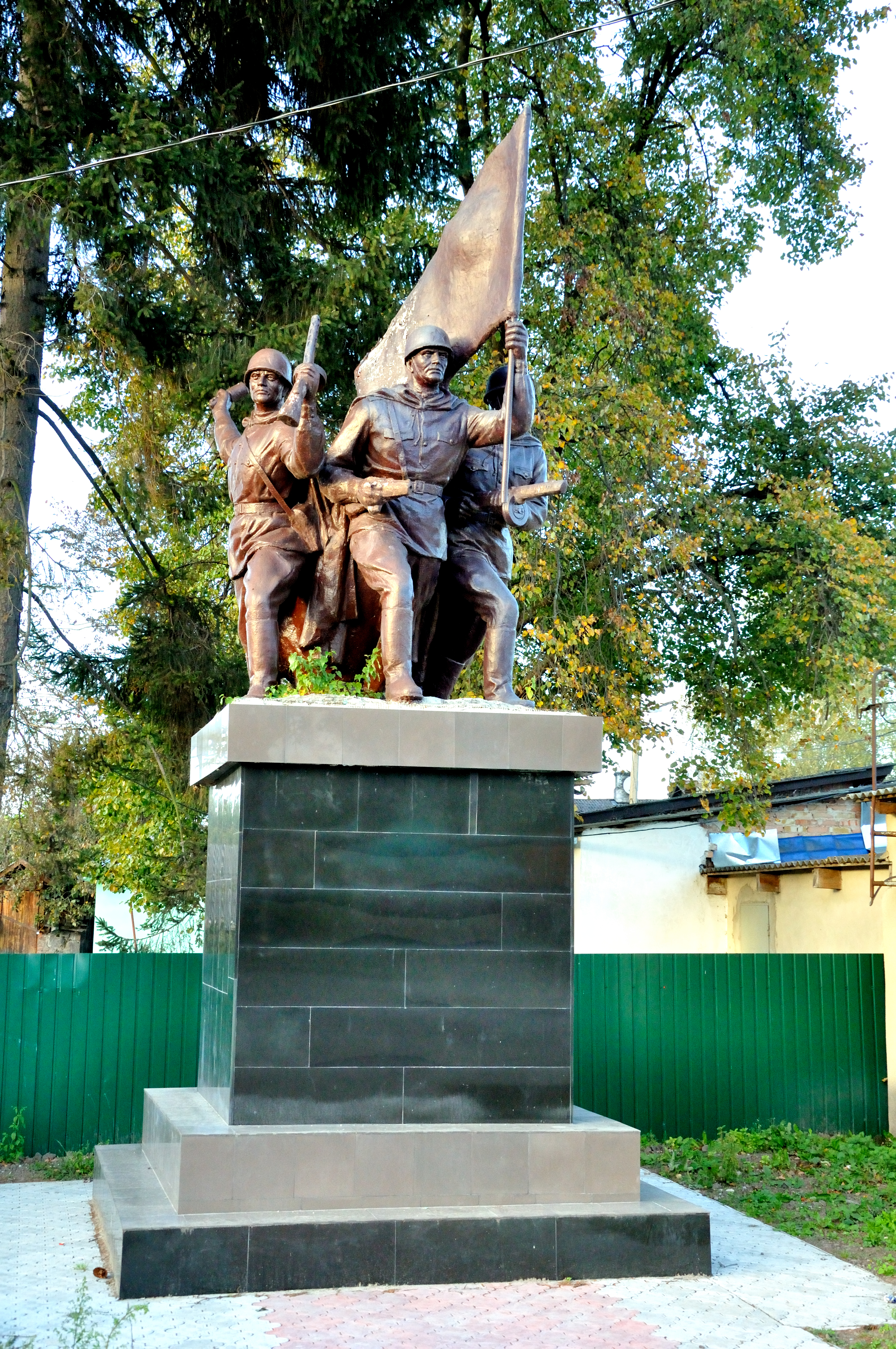
Пам'ятник радянським воїнам-визволителям Клеваня від німецької окупації

Після відновлення радянської влади почалась відбудова зруйнованого війною господарства. Під час виконання будівельних робіт було зафіксовано чотири випадки знаходження скарбів, які залишила по собі єврейська і польська громада.
Поляки жили в Клевані ще до 1947 року, коли їх звідси виселила радянська влада. Ще до початку цієї операції мешканка польської громади разом із польськими біженцями вивезла з собою Чудотворний Образ Матері Божої Клеванської до Польщі.
Біля залізничного вокзалу у Клевані-II в пам'ять про бійців Червоної Армії — визволителів Клеваня від німецьких окупантів, споруджено пам'ятник солдатам Червоної Армії, який у 2014 році було реставровано. Зовсім поряд було споруджено меморіал у пам'ять про загиблих клеванчан, які воювали на боці Червоної Армії чи її підтримували.
Бійці УПА за підтримки місцевого населення продовжували боротьбу проти нової окупаційної влади. Бої спецпідрозділів НКВС із вцілілими вояками УПА тривали до 60-х років. Однією з останніх було розгромлено криївку в районі с. Сморжів. Енкавеесівці привезли в Клевань тіла загиблих 4 березня 1952 року художника, діяча ОУН і УГВР Ніла Хасевича та його побратимів, та поклали їх на три дні на вулиці, щоб залякувати населення. Потім — вивезли в невідомому напрямку (могила художника досі не знайдена).
Згадувати про бійців УПА було заборонено. І тільки біля розкиданих поряд із хутором Кобилище «могил» вояків УПА, яких не хоронили, а просто присипали землею, до середини 80-х років щороку на 14 жовтня, на Покрову, з'являлися скромні польові квіти, поки не пішла в кращий світ людина, яка про них пам'ятала.
У результаті повоєнних територіально-адміністративних реформ Клевань став районним центром новоутвореного Клеванського району, який у другій половині 60-х років було переміщено до Рівного.

### Період відновлення Україною незалежності
Після відновлення Україною незалежності місцеві мешканці в пам'ять про учасників національно-визвольного руху ОУН і УПА, які самовіддано боролися з німецькими і радянськими окупантами, насипали курган біля центральної площі у Клевані-І, на якому встановлено меморіальну плиту, а над курганом майорить синьо-жовтий стяг. Поряд споруджено скромну капличку Покрови Пресвятої Богородиці.
У 1991 році Благовіщенський костел був переданий римо-католицькій громаді, після чого розпочалось відновлення костелу як культової споруди та його реставрація. Нині костел частково відреставрований і є діючим. Костел та клеванська парафія належить до латинського обряду та входить до Рівненського деканату Луцької дієцезії.
21 жовтня 1996 року селищна рада затвердила герб і прапор (автори проекту — Андрій Ґречило та Ю. Терлецький). Герб реконструйований за міським знаком XVII ст. Щит на гербі увінчано срібною міською короною.

## Населення

### Мова
Розподіл населення за рідною мовою за даними перепису 2001 року:
| Мова       | Відсоток |
| ---------- | -------- |
| українська | 98,11 %  |
| російська  | 1,78 %   |
| білоруська | 0,04 %   |
| молдовська | 0,01 %   |
| польська   | 0,01 %   |
| словацька  | 0,01 %   |

## Територіальний поділ
Територіально Клевань — це два поселення, кожне із яких має своє поштове відділення. Їх традиційно називають, та навіть пишуть на поштових відправленнях: Клевань-І (історична частина селища) та Клевань-II (новіший район, що утворився внаслідок розбудови навколо залізничної станції).

## Економіка
У Клевані розвивалися і працювали підприємства з виробництва будівельних матеріалів, деревообробної, легкої та харчової промисловості. Станом на 2014 рік продовжують працювати наступні підприємства:
- «ДП Клеванський держлісгосп» (раніше — «ДП Клеванський лісгосп», «ДП Клеванський лісгоспзаг»), до якого входять шість лісництв Рівненського та Костопільського районів, загальною площею 25 190 га :[22]
  - Клеванське лісництво;
  - Новоставське лісництво;
  - Сморжівське лісництво;
  - Деражненське лісництво;
  - Решутське лісництво;
  - Суське лісництво.
- Клеванський промкомбінат, до складу якого входили:
  - дільниця з пошиття господарчих сумок (нині — фабрика «Світанок»);
  - швейна дільниця з пошиття постільної білизни, художніх килимків та піонерських краваток (за радянських часів виробляли 65000 краваток за місяць);
  - деревообробна, до складу якої входили:
    - столярний цех;
    - цех із виробництва вуликів;
    - меблевий цех.
- ПАТ «Клеванський лісозавод „Промінь“» (створений у 1992 році на базі деревообробної дільниці промкомбінату);[23]
- Клеванькомунсервіс;

Датою заснування Клеванського комунгоспу вважають 15 серпня 1949 року. Саме цим числом датоване наступне рішення виконкому Клеванської райради депутатів трудящих:
| | \| Закріпити будинок по вулиці Дераженській №29 колишнього Білецького Михайла Корнійовича, вивезеного у 1947 р. у віддалені місця Радянського Союзу, за Клеванським Райкомунгоспом. Голова райвиконкому Патій, секретар Зінченко. \| |
| Закріпити будинок по вулиці Дераженській №29 колишнього Білецького Михайла Корнійовича, вивезеного у 1947 р. у віддалені місця Радянського Союзу, за Клеванським Райкомунгоспом. Голова райвиконкому Патій, секретар Зінченко. | |

Вивчаючи аналогічні рішення про поділ і перерозподіл житлового фонду, можна вивчити повоєнну історію Клевані і клеванчан, знищених, вивезених, репресованих, таких, що пропали безвісти, таких, які відбули до Польщі чи до віддалених і не дуже віддалених місць Радянського Союзу і дальнього зарубіжжя.
Штатний розпис Райкомунсервісу на той час складали: домоуправ, бухгалтер і три двірники. Нині на плечах сучасного комунсервісу лежить турбота про готельний сервіс, обслуговування житлового фонду, водопостачання, водовідведення і про решту комунальних послуг.
- Клеванська хлібопекарня;
- Компанія «Колор С. І. М.» — виробництво лакофарбових матеріалів за програмами:[24]
  - «Car Refinishes» (для автомобільної промисловості);
  - розмітка доріг та аеропортів (розмітка 85 % усіх автошляхів, побудованих до Євро-2012 в Україні, виконана продукцією компанії);
  - промислові покриття;
  - в'яжучі смоли.

## Заклади охорони здоров'я

### Рівненський обласний госпіталь Ветеранів Війни
На північній околиці Клеваня розташований Рівненський обласний госпіталь Ветеранів Війни, який було створено у березні 1946 року згідно із Постановою «Про поліпшення медичного обслуговування інвалідів другої світової війни» на базі евакогоспіталю № 3110, який розміщався у приміщенні колишнього санаторію польських офіцерів. Нині Рівненський обласний госпіталь Ветеранів Війни — багатопрофільний лікувальний заклад вищої акредитаційної категорії, методичний центр з організації надання медичної допомоги ветеранам війни, що проживають в області. Щорічно в цьому медичному закладі в санаторних умовах лікуються понад 5 000 ветеранів. У госпіталі функціонує 15 відділень та єдиний на всю область центр, де в плановому режимі проводиться радикальне хірургічне лікування аденоми передміхурової залози людей похилого віку (середній вік прооперованих — 80 років). Протягом року проводиться понад 300 оперативних втручань. Госпіталь перебуває на повному державному забезпеченні, лікування і медичні послуги надаються безкоштовно. 10 січня 2019 заклад відвідав Президент України

### Рівненська центральна районна лікарня
Клеванська лікарня на 35 ліжок та поліклініка були створені в 1944 році. Ці медичні установи розташовувалися у пристосованих відремонтованих приміщеннях. У ході розширення лікарня і поліклініка постійно переїжджали із одного приміщення в інше, поки у 1978 році не було побудовано новий лікарняний комплекс із стаціонаром на 285 ліжок та поліклінікою, потужністю 350 відвідувань на зміну, розташований у східній екологічно чистій зоні на узліссі соснового бору, практично за межами селища. За рік оздоровлюється 2 900 хворих, оперативно лікується до 2 500 пацієнтів.

### Рівненська районна санітарно-епідеміологічна станція
У Клевані розташована Рівненська районна санітарно-епідеміологічна станція міжрайонного управління держепідемслужби Міністерства охорони здоров'я України, яка здійснює функції державного санітарного нагляду.

### Аптеки
У Клевані працюють чотири аптеки та декілька приватних аптек і аптечних кіосків.

### Недіючі медичні заклади
- - У 1946 році у Клевані було створено обласний дитячий кардіоревматичний санаторій. У цьому закладі, окрім лікування, проходило і оздоровлення дітей із дитячим ревматизмом, захворюваннями суглобів, набутими і вродженими вадами серця. Діти, захворювання яких носили активну форму і тривалість перебування яких у санаторії перевершувала 3 місяці, проходили шкільний навчальний курс. У 2010 році через фінансові негаразди цей заклад було закрито.
  - Після звільнення приміщень клеванського замку учнями СПТУ № 3 і переселення їх у нові навчальні і господарчі корпуси, на його території був утворений лікувально-трудовий профілакторій ЛТП для лікування і реабілітації хворих на алкоголізм. Місцеве населення було дуже незадоволене такими «новими сусідами». У результаті цей заклад довго не проіснував і з часом був зачинений.

## Заклади освіти та культури

### Клеванський професійний ліцей
У лютому 1953 року в стінах замку князів Чарторийських розмістився навчальний заклад — «Школа механізації», яка випускала трактористів, комбайнерів, бухгалтерів і доярок, електромонтерів і механізаторів тваринницьких ферм. Навчальні класи та гуртожиток розташовувалися у приміщеннях на території замку. Окрім цього, школа мала навчальний полігон, де розташовувались гаражі і бокси із сільськогосподарською технікою, малу тваринницьку ферму та земельні угіддя для практичних занять.
У 1958 році навчальний заклад було перейменовано в сільське професійно-технічне училище СПТУ № 14. Назва та номер училища неодноразово змінювались і у 1985 році це вже було СПТУ №  23. У 2004 році заклад отримав назву Клеванський професійний ліцей (наказ № 2 Міністерства освіти і науки України від 08.01.2004 року).
У 1976-му учні та педагогічний колектив відсвяткували новосілля у нових навчальних корпусах, покинувши територію замку і, починаючи із 1977 року, учні стали здобувати не тільки професію, а і повну середню освіту. Ліцей готує фахівців із таких професій:
- слюсар із ремонту сільгосптехніки;
- слюсар із ремонту автомобілів;
- водій (категорії «В», «С»);
- електромонтер із ремонту та обслуговування електроустаткування;
- кухар, кондитер;
- бармен, офіціант, буфетник;
- перукар, модельєр;
- гувернер, молодша медична сестра.

Найкращим учням ліцей надає рекомендації і направлення для продовження навчання в навчальних закладах вищої категорії.

### Клеванський ліцей №1
Клеванський ліцей № 1 (раніше — Клеванська загальноосвітня школа № 1) розташовано на виїзді із Клеваня-I безпосередньо на автодорозі «Рівне-Луцьк» на невеликому узвишші, у народі відомому як «на швейцарах» (ця назва походить від рельєфу узвиш і пагорбів та живописних краєвидів, які з них відкриваються).
Будівництво школи було розпочато у 1928 році, за часів, коли Клевань територіально входив до Польщі, і було завершене у 1934 році. До 1939 року школа була семирічною. Викладання проводилося польською.
У воєнні роки у приміщеннях школи «квартирували» окупанти і їх прислужники.
Практично одразу після звільнення Клеваня від гітлерівських окупантів було організовано 10-річну українську школу, яка розпочала свою роботу 10 березня 1944 року, а 4 липня 1946 року у школі сталася знаменна подія — перший повоєнний випуск 9 випускників.
Попри те, що перші педагоги не мали педагогічної освіти, школа з часом розвивалася, поповнювалася висококваліфікованими дипломованими вчителями, завдяки яким учні школи ставали призерами районних та обласних предметних шкільних олімпіад з іноземних мов (англійська), математики, фізики, географії, хімії, історії, а найкращі учні здобували призові місця на республіканських та на всесоюзних олімпіадах. Найбільше перемог здобули брати Мирослав та Микола Ґазди на олімпіадах юних фізиків під керівництвом вчительки фізики Чайківської Ольги Степанівни.
У перші два повоєнні роки були побудовані шкільний стадіон, навчально-дослідні ділянки, шкільна майстерня, був посаджений шкільний сад. Пізніше в школі був споруджений стрілецький тир із двома рубежами на 25 та 50 м. Учні школи достойно представляли Рівненський район на обласних дорослих і юнацьких першостях із кульової стрільби.
У обсязі експерименту у школі було запроваджено навчання школярів старших класів «автосправі». В школі були побудовані спеціалізовані навчальні класи і бокси для вантажних автомобілів ГАЗ-51. Учні проходили теоретичні і практичні навчання з підготовки водіїв та літню практику з технічного обслуговування автомобілів у Клеванській сільгосптехніці. По завершенні навчання учні мали змогу складати іспит і значна частина випускників, які успішно складали іспит у МРЕВ, отримувала посвідчення водія, яке видавали на руки по досягненні вісімнадцятирічного віку.

### Клеванський ліцей №2
Клеванський навчально-виховний комплекс «школа-ліцей» (раніше — Клеванська середня школа № 2) розташований у Клевані-II по вул. Заводській, 7.
У 20-х роках XX століття у Клевані-II було засновано школу, відому на той час як «Школа пана Динського». Викладання проводилося польською. Школа проіснувала до 1939 року.
З приходом радянської влади було засновано Клеванську неповну середню школу № 2 у двоповерховій дерев'яній будівлі, у якій було шість класних кімнат. Паралельно із денною формою навчання у цьому ж приміщенні працювала доросла середньо-освітня школа для трудової молоді, яку згодом було переорієнтовано на заочну форму навчання.
У 1948-му школу було перейменовано на «Клеванську середню школу № 2». У 1963 році був побудований двоповерховий навчальний корпус. У 1991-му школу перейменували на Клеванську загальноосвітню школу I—III ступенів. Згідно з розпорядженням голови Рівненської райдержадміністрації від 19.05.2008 р. за № 500 Клеванська загальноосвітня школа I—III ступенів отримала статус Клеванського навчально-виховного комплексу «школа-ліцей» Рівненської районної ради Рівненської області.
З 2009 року школа співпрацює із Корпусом миру США, волонтери якого надають допомогу у поглибленому вивченні англійської мови школярами. Цього ж року у школі започатковано проведення дослідно-експериментальної роботи у галузі розвитку навчально-виховного процесу. Найкращі учні школи беруть участь у роботі Малої академії наук України.

### Клеванська санаторна школа-інтернат
Клеванська санаторна школа-інтернат розташована у мальовничому парку неподалік центру Клеваня-I, на його центральній вулиці.
Школа-інтернат була організована у 1963 році у приміщеннях колишнього панського маєтку. До цього у маєтку розташовувалися районний військовий комісаріат, німецька комендатура, знову районний військовий комісаріат, дитячий будинок для дітей-сиріт. Вихованці дитячого будинку навчалися у Клеванській восьмирічній школі № 4 (із російською мовою викладання) та у Клеванській середній школі № 1.
Наприкінці 50-х років розпочалося будівництво школи для дітей-сиріт та двох корпусів-гуртожитків для дітей. Будівництво було завершене у 1963-му і була введена в експлуатацію восьмирічна школа-інтернат, яку у 1966-му було реорганізовано у середню санаторну школу-інтернат для дітей із серцево-судинними захворюваннями. Оскільки на той час в Україні школа такого профілю була лише у Дніпрі, то діти на лікування і оздоровлення направлялися із усієї України. Діти із найбільш складними формами захворювання проходили лікування не лише у обласній лікарні, а і у Київському інституті кардіології.

### Комунальний заклад «Клеванська спеціальна загальноосвітня школа-інтернат І—ІІІ ступенів»
Комунальний заклад «Клеванська спеціальна загальноосвітня школа-інтернат І—ІІІ ступенів» Рівненської обласної ради розташована у мальовничому парку із віковічними дубами неподалік центру Клеваня-II.
У 1944 році у м. Рівне було організовано школу-інтернат для сліпих дітей, набір до якої планувалося розпочати з 1 січня 1945 року. 25 вересня 1950 року школу із м. Рівне перевели у с. Софіївку Вербського району. У школі навчалися «переростки» як зовсім незрячі, так і діти із невеликими залишками зору. Їх навчали за системою Брайля.
7 березня 1963 року за наказом № 14 від 07.03.63 «Про переїзд школи із с. Софіївки до смт. Клеваня». У Клевані вихованців розмістили так: дівчаток — у будинок колишнього КДБ, хлопчиків — у будинок колишнього військкомату, навчальні класи — у приміщенні колишнього райкому партії. Школа отримала назву «Клеванська допоміжна школа-інтернат № 2» і офіційно розпочала працювати з 1 березня 1963 року. У школі навчалися діти як із вадами зору, так і з вадами розумового розвитку. З січня 1969 року школа перепрофільована і отримала назву «Клеванська школа-інтернат для слабозорих дітей». Взимку 1973-го усі класи школи перейшли навчатися у новозбудований корпус. Навесні 1982-го розпочато будівництво спального корпусу, яке було завершене у 1984-му.
У школі функціонує медико-оздоровчий кабінет, кабінет корекції зору. Двічі на рік вихованці проходять поглиблений медичний огляд, надається безкоштовне лікування, операційні втручання проводяться в районній та обласній лікарнях, Київському Центрі мікрохірургії ока, в Інституті ім. Філатова.

### Клеванська спеціальна загальноосвітня школа-інтернат І—III ступенів
Клеванська спеціальна загальноосвітня школа-інтернат І—III ступенів заснована у 1946 році для навчання і виховання дітей із фізичними та розумовими вадами. За 60 років школа підготувала до самостійного життя близько 1000 вихованців. Сьогодні тут здобувають знання 90 учнів, всі вони забезпечені проживанням, безкоштовним чотириразовим харчуванням. Після закінчення 10-річного навчання діти мають змогу навчатися в Радивилівському професійно-технічному ліцеї, здобуваючи спеціальність швеї, столяра, будівельних професій. Проектна потужність закладу — 120 учнів. Термін навчання в школі-інтернаті — з 1 по 10 клас.

### Рівненський районний «Будинок школяра»
Клеванський «Будинок піонерів» було засновано 18 вересня 1957 року, першим директором якого був Ростислав Тимофійович Солоневський. На той час у закладі функціонували такі гуртки: музичний; танцювальний; фотографічний; радіотехнічний; літературний; масовиків-витівників та спортивна секція.
З 1961-го по 1962-й були створені нові гуртки: умілі руки; юні кіноаматори; туристично-краєзнавчий; авіамодельний; мотоциклетний; футбольний; драматичний.
З 1964-го у Будинку школяра запрацювали нові гуртки: образотворчого мистецтва; автомодельний; судномодельний; ляльковий.
4 квітня 1997-го заклад реорганізовано у Рівненський районний «Будинок школяра».

### Клеванська музична школа
У травні 1971-го у Клевані було засновано музичну школу, яка розташувалася у приміщенні Клеванського лісгоспу. У січні 1973-го було відкрито філіал школи у с. Оржів, яку у 1975-му було реорганізовано у Оржівську дитячу семирічну музичну школу. Пізніше було відкрито філіали школи у селах: Шубків, Городок, Обарів, Біла Криниця.
На базі школи та її філіалів були створені шкільні хори молодших і старших класів та народний аматорський хор духовної пісні, ансамбль бандуристів, вокальні ансамблі, духові та вокально-інструментальні оркестри, гурти сучасної та популярної музики, естрадний ансамбль та джазовий колектив.

### Клеванський міжшкільний навчально-виробничий комбінат

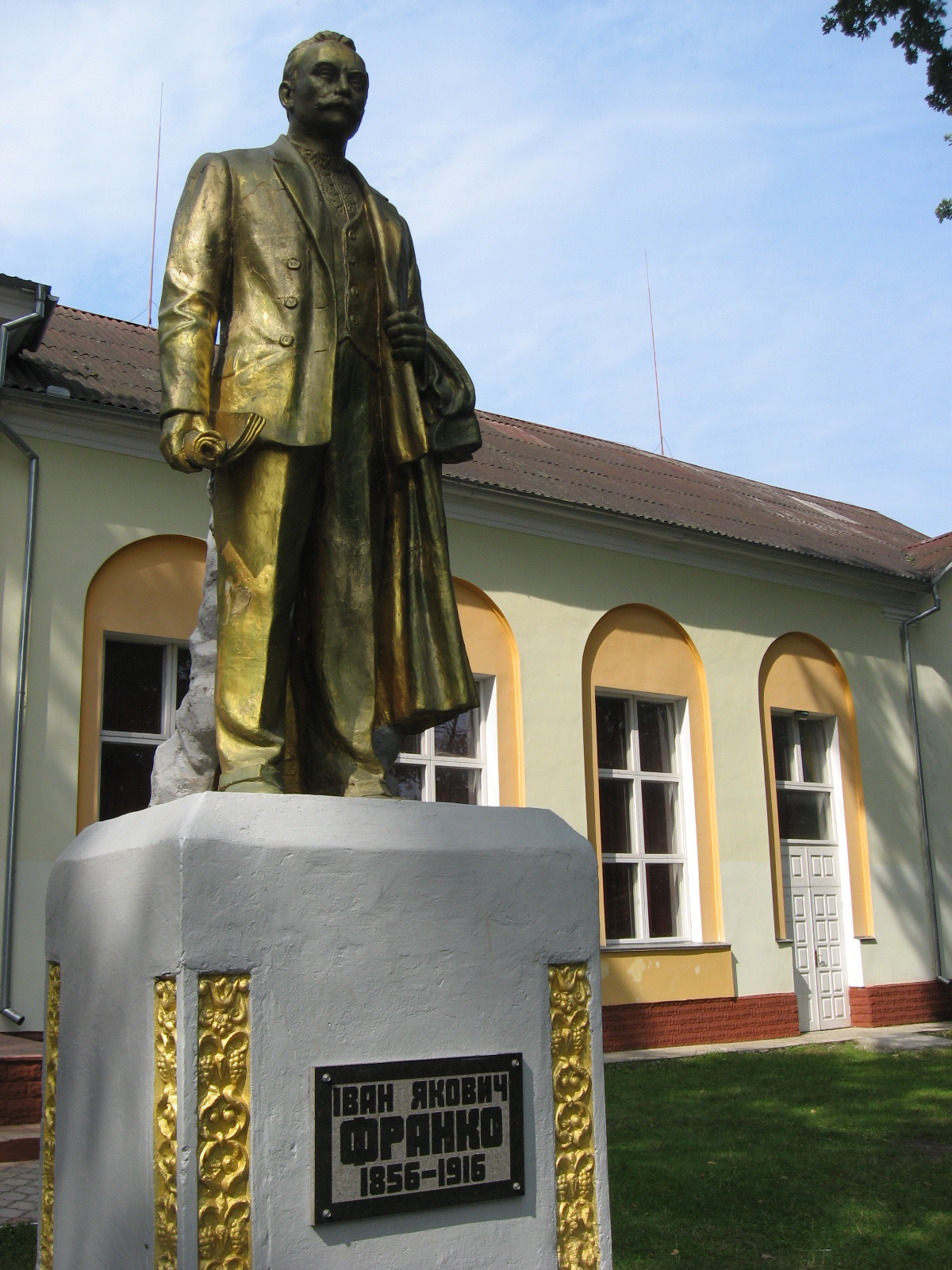
Пам'ятник Іванові Франку перед Будинком культури

Клеванський міжшкільний навчально-виробничий комбінат трудового навчання і професійної орієнтації учнів Рівненської районної ради перебуває у комунальній власності району і є юридичною особою. Він був відкритий 1 вересня 1979 року. Основою для створення комбінату стало об'єднання навчальних баз Клеванської загальноосвітньої школи № 1 та Клеванської загальноосвітньої школи № 2, де до цього успішно проводилося навчання з підготовки водіїв.
Комплектування навчальних груп здійснюється із учнів клеванських шкіл та шкіл ближніх населених пунктів. Станом на 2014 рік комбінат проводить підготовку водіїв категорій «А», «В» та «С». Щорічно успішно складають іспити близько 160 учнів.
Окрім цього, у комбінаті проводиться підготовка фахівців із оброблення деревини — верстатників і столярів та фахівців із швейної справи.

### Клеванський Будинок культури
У 1958 році у мальовничому парку столітніх дубів у Клевані-II було побудовано «Районний будинок культури Клеванського району». Через незвичні архітектурні форми подейкують, що половину проекту десь було загублено і будинок таким і побудували — тільки з одним крилом. За фасадом будинку — «центральний» клеванський стадіон, де окрім футбольних матчів, проходять паради, святкові демонстрації та народні гуляння.
У 2013 році Будинок культури отримав назву «Клеванський Будинок культури», що було пов'язано із тим, що районним будинком культури став Зорянський, як більший, більш сучасний і краще оснащений.
Будинок культури має театральну сцену та глядацьку залу на 200 місць, гримерні, допоміжні приміщення для керування освітленням і аудіо-системами, костюмерні та гримувальні, кімнати для зберігання костюмів, бутафорії та музичних інструментів, музей воїнів УПА, у вестибулі — постійно діюча фотовиставка.
У Будинку культури створені, діяли та діють гуртки різного спрямування та різних вікових категорій, музична студія, яка дає початкову музичну освіту, народне аматорське вокальне тріо «Живиця», естрадно-джазовий ансамбль «АРТ-Тайм», народний академічний хор медичних працівників, вокально-інструментальний ансамбль «Алегро-79», гурт «Man-Gust», вокальний гурт «Матіоли», драматичний колектив «Мельпомена», студія арабського танцю «Аміра». При Будинку культури функціонують клуб із настільного тенісу та шаховий клуб із знаковою назвою «Чотири коні».

### Клеванські бібліотеки
Історія бібліотечної справи у Клевані бере свій початок ще з XV століття — від часів розбудови клеванського монастиря Святого Миколи. Першою письмовою згадкою про монастир є документ від 29 грудня 1448 року, у якому зазначено, що і сам монастир, і ряд навколишніх населених пунктів були подаровані князю Василію Чарторийському — батькові князя Михайла Васильовича Чарторийського. При монастирі збиралися рукописні книги, які писалися і переписувалися із інших примірників сподвижниками монастиря. Писали різними письменами — латиною, польською, старослов'янською.
У Клеванському замку, одразу ж після його побудови, було засновано архів княжого роду — об'ємний і в зразковому порядку, де зберігалися документи про подарунки та привілеї від монархів, акти про право власності, судові справи та інше. На сьогодні ці скарби на пергаменті втрачено і доля їх, як і рукописів монастиря, невідома. Можливо, частина рукописів та стародруків потрапила до Пулавської бібліотеки.
Адам Чарторийський був членом кількох наукових товариств і всестороннє сприяв розвиткові наук у рідному краї. Для цього він збирав літературу наукового характеру. Його син Костянтин зробив перебудову замку, де розмістив повітову школу, якій подарував багатющу батькову бібліотеку. Цією бібліотекою також користувалися і учні парафіяльного училища. У бібліотеці був багатий фонд літератури з природничих наук — фізики, мінералогії, ботаніки.
Після польського повстання і закриття школи та бібліотеки, у 1834 році бібліотекою стали користуватися учні шестикласної російської гімназії, яку було переведено із Луцька в Клевань. Пізніше, залишки бібліотеки стали надбанням духовного училища, яке розташовувалося у Клевані у 1878—1915 роках. Бібліотечний фонд «перетікав» слідом за гімназією, училищем та їх учнями, розпорошувався та разом із тим, і збагачувався. Значний внесок у збагачення бібліотечного фонду зробили меценати та товариство «Просвіта».
Сучасна історія бібліотек Клеваня бере свій початок від 1940 року, коли, згідно з Постановою Рівненського обкому КП(б) «Про організацію бібліотек в області» у Клевані, було створено Клеванську районну бібліотеку із дитячим відділенням. Були виділені кошти на придбання бібліотечного фонду. Однак, після війни нічого не збереглося. Рештки бібліотечного фонду розпорошилися по горищах вцілілих місцевих жителів. Практично ж одразу після звільнення Клеваня від німецьких окупантів, 10 грудня 1944 року було прийти рішення відновити роботу сільських клубів. При кожному з них організовувалась невелика бібліотека чи, хоча б, «хата-читальня». У клуби регулярно доставлялись кінофільми та поступово поповнювали книжковий фонд.
У 1946 році в Клевані-II була відновлена Клеванська районна бібліотека, у якій на той час налічувалося 4750 книг, переважно російською, у тому числі, 1340 книг для дітей.
Клеванська районна бібліотека для дітей була створена у 1948 році. У 1963 році її було перейменовано на «Рівненську районну бібліотеку для дітей».
У кожному із навчальних закладів функціонують шкільні бібліотеки, які входять до централізованої системи публічно-шкільних бібліотек. Рівненська районна бібліотека для дітей організувала створення міні-бібліотеки у дитячому відділенні Рівненської центральної районної лікарні.
У 2011 році районна бібліотека виграла грант програми «Бібліоміст», що надає можливість користуватися послугами цієї програми. Із розвитком мережі Інтернет бібліотеки та їх користувачі отримують практично необмежені можливості долучатися до світового літературного фонду.

### Публічно-шкільна бібліотека Клевань 1
«Клеванська міська бібліотека» у селищі Клевань-І відкрилася у 1953 році. У 2002 році згідно з розпорядженням голови Рівненської обласної адміністрації від 22 липня 2002 року № 431 (Про реорганізацію бібліотечної мережі області) відбулось об'єднання публічно-шкільних бібліотек. Бібліотека об'єдналась зі шкільною і називається «Публічно-шкільна бібліотека Клевань 1». До 2013 року зав шкільним відділом була Сабурова А. П., з вересня 2013 року Дегтярьова Н. Ю. Бібліотека співпрацює з бібліотекарями Клеванського професійного ліцею (Качан Т. М.), Клеванського інтернату для дітей з серцево-судинними захворюваннями (Чалюк Т. Б.).
На сьогодні бібліотека Клевань 1 обслуговує 1900 користувачів, з них у шкільному відділі 500. Книжковий фонд бібліотеки становить 17 817 примірників, у тому числі дитячий фонд 9025 примірників.
Комплектування бібліотечного фонду здійснюється за спонсорської допомоги, благодійної акції «Подаруй бібліотеці книгу». Приділяється увага популяризації літератури щодо формування здорового способу життя, формування екологічної культури, краєзнавча робота. Регулярно поповнюється краєзнавча картотека, оформлено книжкову виставку «Наш край — частина Батьківщини». Проводяться вікторини «Чи знаєш ти своє селище», екологічна година «Давайте друзі разом природу берегти», книжкова виставка «Зупинись! Подумай!».
2 січня 2019 року внаслідок децентралізації утворилася публічна бібліотека Клеванської селищної ради. До її структури входять відділ обслуговування читачів,  відділ обслуговування дітей та бібліотеки-філії смт Клевань та смт Оржів.

## Архітектура та пам'ятки
У Клевані збереглися руїни Клеванського замку 1475 року та костел Благовіщення із дзвіницею 1630 року. Є ще церква Різдва 1777 року.

## Тунель кохання
Поряд із селищем проходить знаменитий «Тунель кохання» — пам'ятка природи; своєрідний зелений тунель, утворений потягами, які зрідка курсували залізничною гілкою в лісовому масиві.

## Видатні люди
Клевань був родовим гніздом та нерозривно пов'язаний із княжим родом Чорторийських, представники якого відігравали значну роль у історії Речі Посполитої та Російської імперії, у розбудові і у становленні містечка.

### Народилися
Історичні особи:
- Казимир Флоріан Чорторийський — архієпископ РКЦ, Примас Королівства Польського і Великого князівства Литовського[31].
- Костемський Степан Сергійович (1922 - 1944) - сотенний УПА. Псевдо: "Навісний" ("Невинний"?). Народився у с. Клевань-І Рівненського району Рівненської обл.
- Жовткевич Флор (1884—1975) — протопресвітер, священик та український громадський діяч у Маньчжурії (1909—1924), згодом священик РПЦЗ у Югославії (1925—1950) та Венесуелі (від 1950)
- Заблоцький Костянтин Антонович (1888—?) — український громадський діяч у Маньчжурії в 1917—1945 рр.
- Олексій Яровицький (Олексій Васильович Корнєв, 1876—1903) — російський письменник[32].

Сучасники:
- Євдокимов Юрій Олексійович (1946) — колишній губернатор Мурманської області (1996—2009 рр.)[33]
- Кондратюк Юрій Ростиславович (1971) — український музикант і актор. Гітарист гурту «Yurcash».
- Преварський Анатолій Петрович (1924) — хімік-неорганік.

### Пов'язані з містечком
В 1915—1918 рр. у Клевані мешкала видатна в майбутньому акторка Наталія Ужвій.
- Під час визвольної війни українського народу проти польських і українських магнатів учасником штурму клеванського замку у 1648 році був відомий український військовий та державний діяч, полковник Волинського (Зв'ягельського) козацького полку Михайло Тиша.
- У замку свого зятя Івана Чорторийського в Клевані проживала і померла 1561 року княгиня Анастасія Юріївна Заславська (до шлюбу Гольшанська Дубровицька), представниця «руської контрреформації», на кошти і на замовлення якої була створена святиня українського народу — Пересопницьке Євангеліє.
- Історичні пейзажі Клеванського замку увіковічнив у своїх роботах видатний білоруський і польський літератор, композитор, музикант, художник Наполеон Орда (повне ім'я Наполео́н Мате́уш Таде́уш О́рда).
- Тривалий час у Клевані служив видатний український релігійний діяч, православний священик Євлогій (Марковський Євсевій).
- У Клеванській духовній школі навчався поет і перекладач, православний священик, член Спілки письменників України, лауреат премії імені Максима Рильського за досягнення в галузі художнього перекладу, заслужений діяч польської культури Борис Тен (справжнє ім'я і прізвище Мико́ла Васи́льович Хомиче́вський).
- Український поет, літературний критик Стефанович Олекса Коронатович закінчив духовну школу в Клевані у 1914 році.
- У Клевані, орієнтовно, в 1915—1918 роках мешкала видатна в майбутньому українська акторка Наталія Ужвій.
- У Клеванській духовній школі навчався український театральний режисер, журналіст, поет і прозаїк, укладач підручників із мови та літератури, редактор і видавець; художник та виготовлювач бандур Авені́р Кале́никович Коломи́єць (псевдо Марко Крилатий, Лесь Барс, Осип Сизий, Андрій Чорногуз).
- У Клевані мешкав і творив письменник Ростислав Солоневський, двічі «Лауреат Нобельської премії» (Нобель, 2005 р., 2008 р.).
- У Клеванській центральній районній лікарні після враження блискавкою на відпочинку поблизу Деражне помер відомий політичний діяч Василь Червоній (1958—2009).
- У Клеванській центральній районній лікарні продовжує лікування Івахнюк Олег Петрович — футболіст другої ліги (Карпати-3), учасник воєнних дій на сході України, який у боях біля міста Попасна (Луганська обл.) отримав поранення 3 кулями в ліву ногу та переніс 22 операції[34].

### У Клевані мешкали, здобували освіту, боролися за незалежність українського народу та боронили українську землю від загарбників
- Окружний провідник ОУН Рівненщини (1933—1935); співробітник крайової екзекутиви (КЕ) ОУН Північно-західних Українських Земель (ПЗУЗ) (1936—1937); керівник відділу культури і освіти Рівненської обласної управи (1941); член Проводу ОУН Бандери Олександр Бусел.
- Політичний діяч, публіцист, один з організаторів і учасників II-го Великого Збору ОУНР у Кракові (1—4 квітня 1941 р.), член Проводу ОУН (з 08.1943), заступник провідника ОУН і заступник командира УПА-Північ (1-ша пол. 1944 р.), начальник політвідділу Головного військового штабу (ГВШ) УПА (1944—1945) Яків Бусел.
- Секретар УПА(о)Б-Б «(Поліська Січ)» Геннадій Янкевич.
- Сержант Збройних сил України, учасник російсько-української війни 2014—2017 років Бойко Олександр В'ячеславович, нагороджений орденом «За мужність» III ступеня (посмертно).

### У Клевані мешкали і здобули середню освіту
- Поет і краєзнавець Володимир Ящук;
- Автор краєзнавчої книги «Клевань. Портрет на фоні епох» (560 с.) Віктор Парфенюк;
- Заслужений журналіст України, багатолітній редактор газет «Молодь України» та «Український футбол» Володимир Боденчук (1955—2006);
- Діяч мистецтв, режисер-постановник Київського Національного академічного театру опери та балету Сергій Архипчук;
- Поетеса, авторка чотирьох поетичних збірок Надія Таршин (до шлюбу Галайко), вірші якої увійшли до збірки Материнська молитва. Українки — героям Майдану.
- Зі становленням та розвитком клеванської дитячо-юнацької спортивної школи (ДЮСШ) нерозривно пов'язане ім'я видатного українського спортивного педагога, легкоатлета, чемпіона Європи та олімпійського чемпіона і одного з найкращих тренерів у світі з метання молота Анатолія Бондарчука, який розпочинав свої тріумфальні виступи у Рівному за спортивне товариство «Колгоспник».
- У Клевані провів дитячі роки і вчився в школі Муса Манаров — космонавт лакського походження, Герой Радянського Союзу (1988), льотчик-космонавт СРСР (№ 64), бортінженер космічного корабля «Союз ТМ-4» та орбітальної станції «Мир».

## Галерея

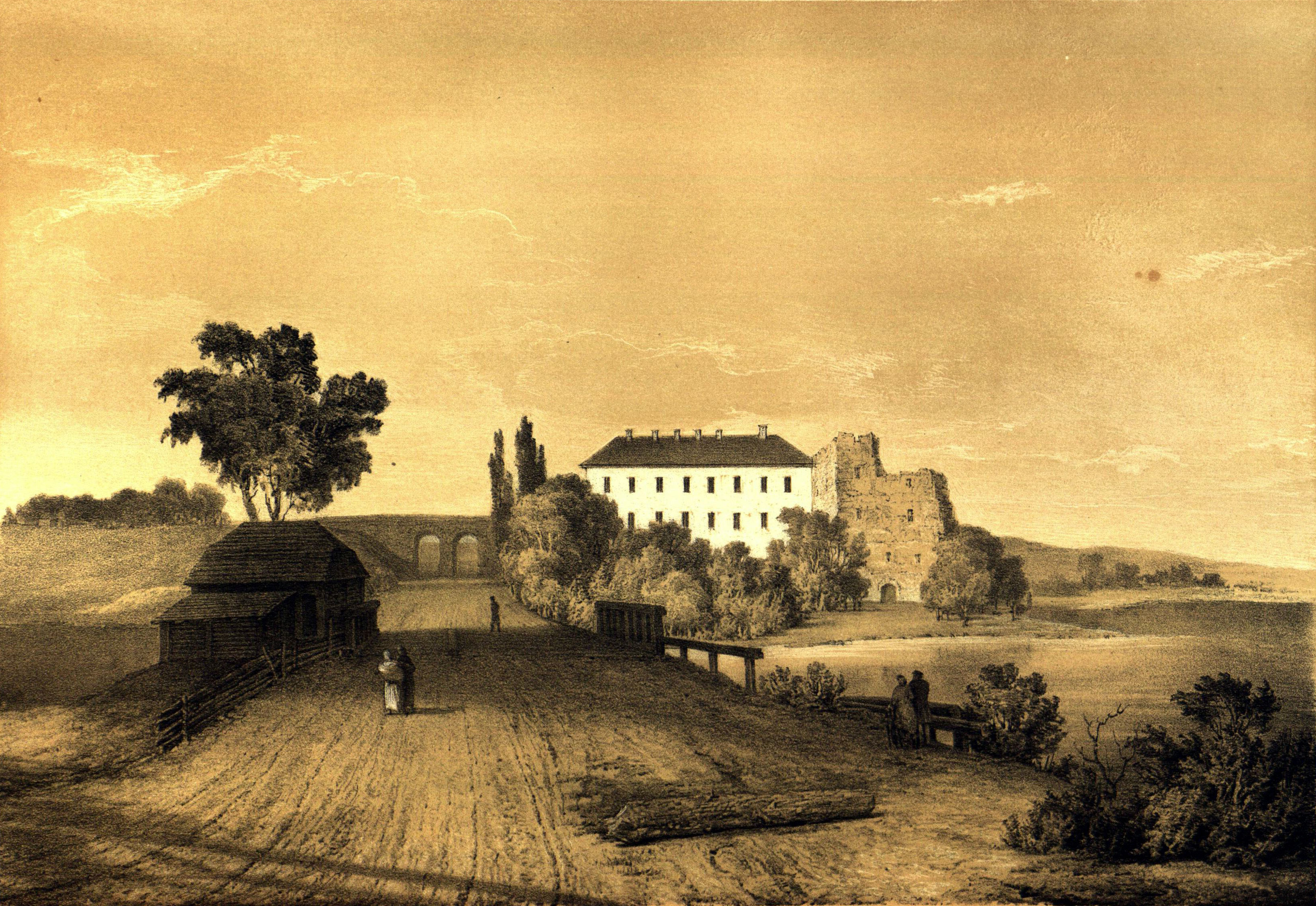
Наполеон Орда. Вид на Клеванський замок
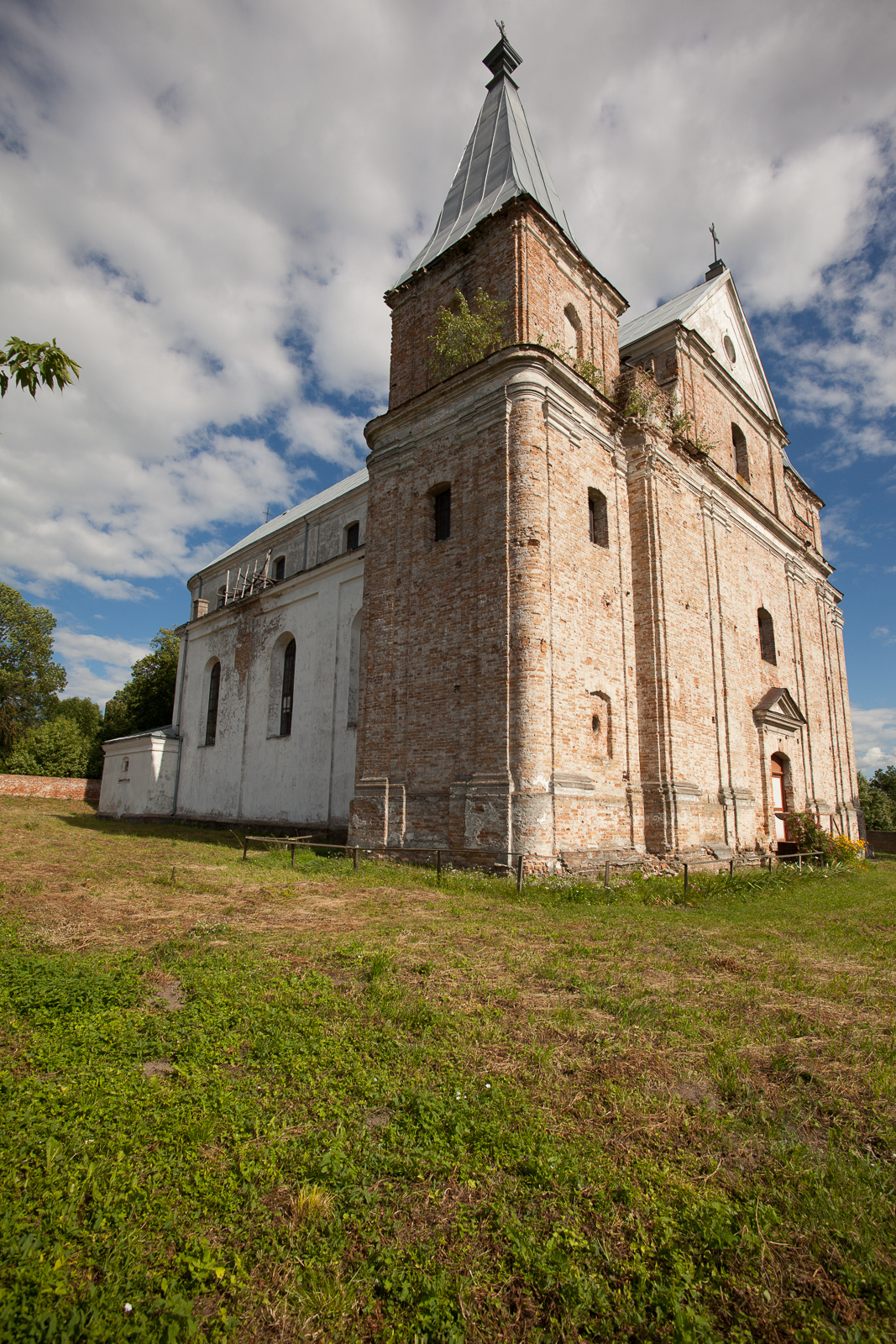
Благовіщенський костел
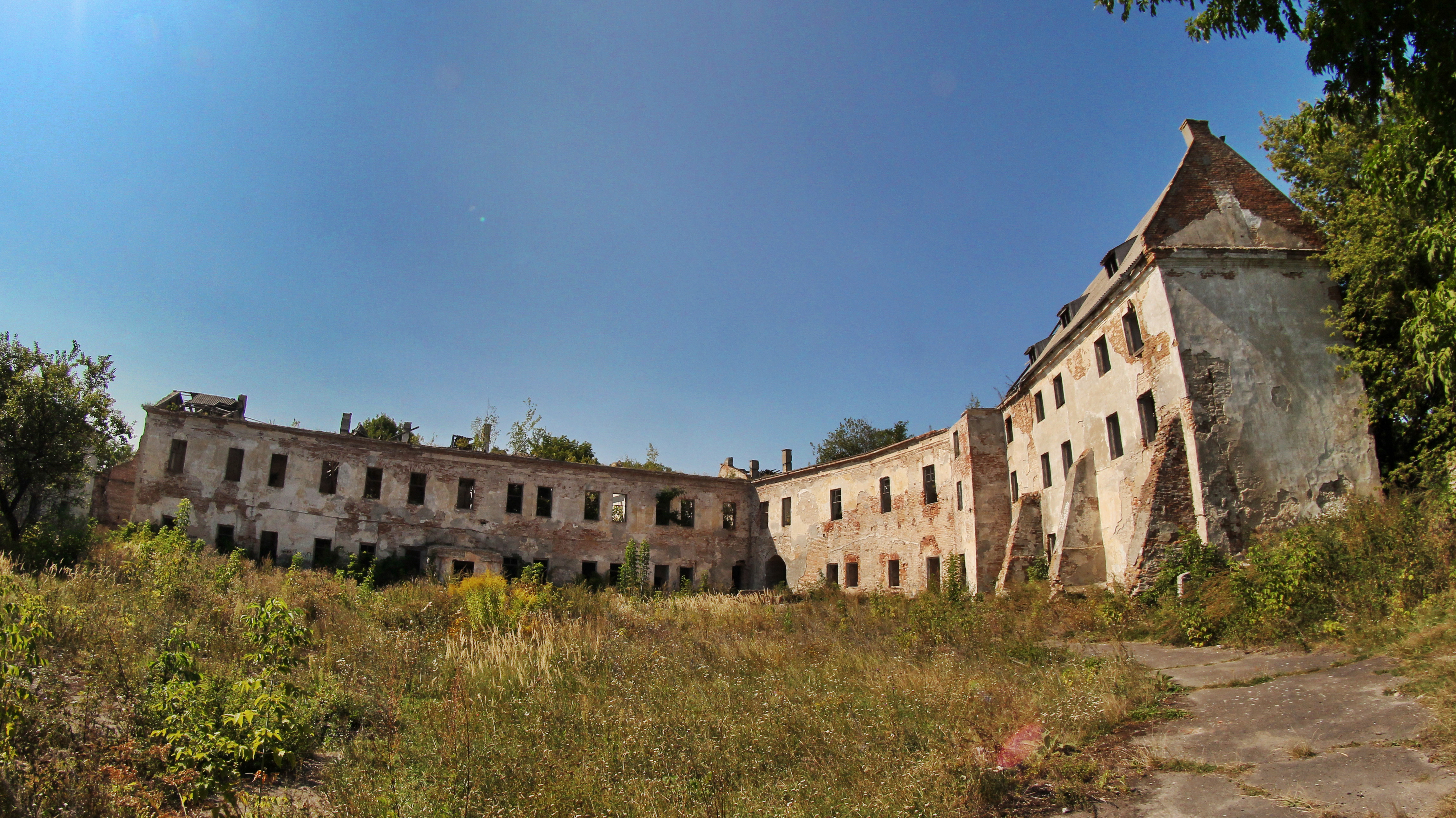
Клеванський замок
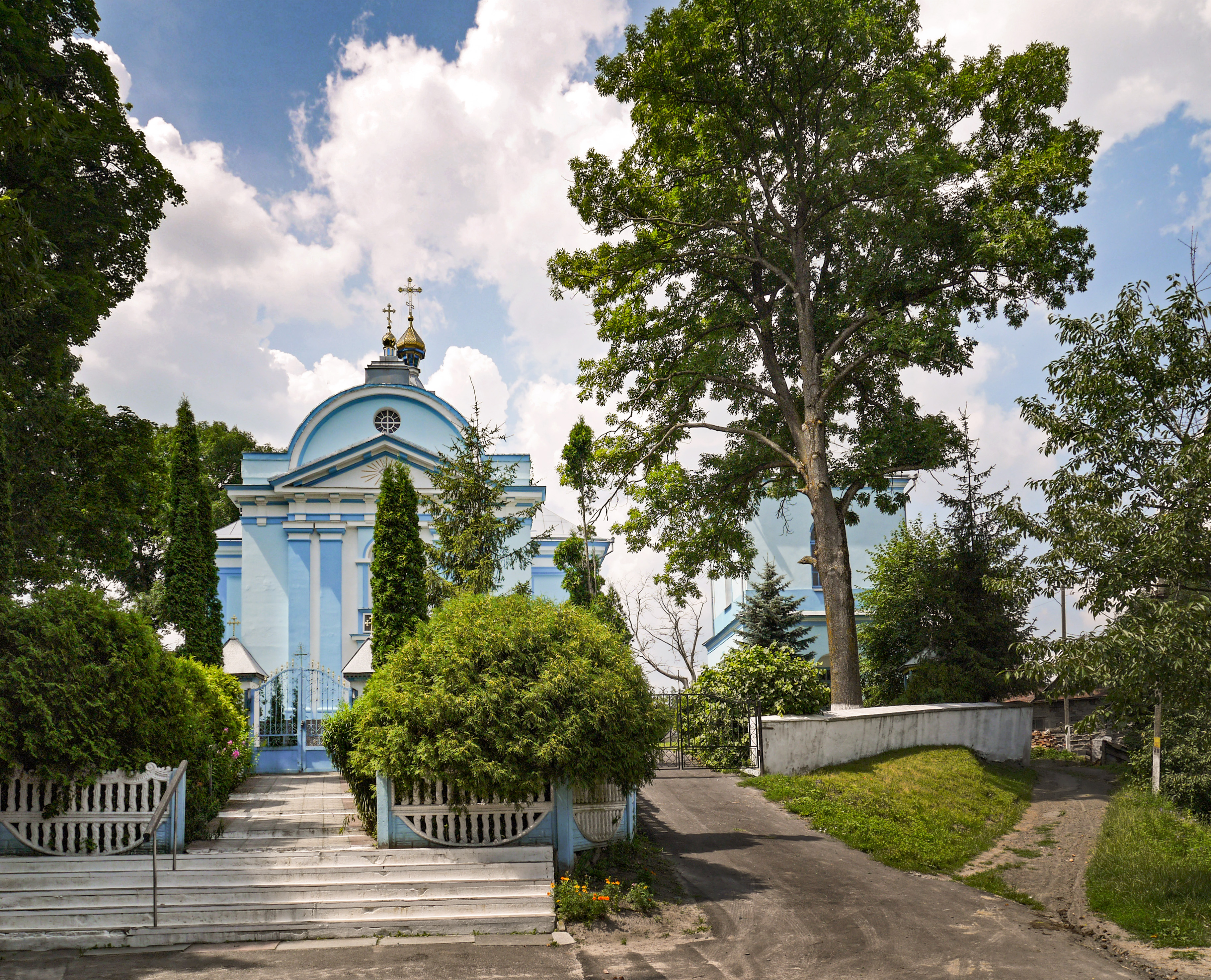
Церква Різдва Христового
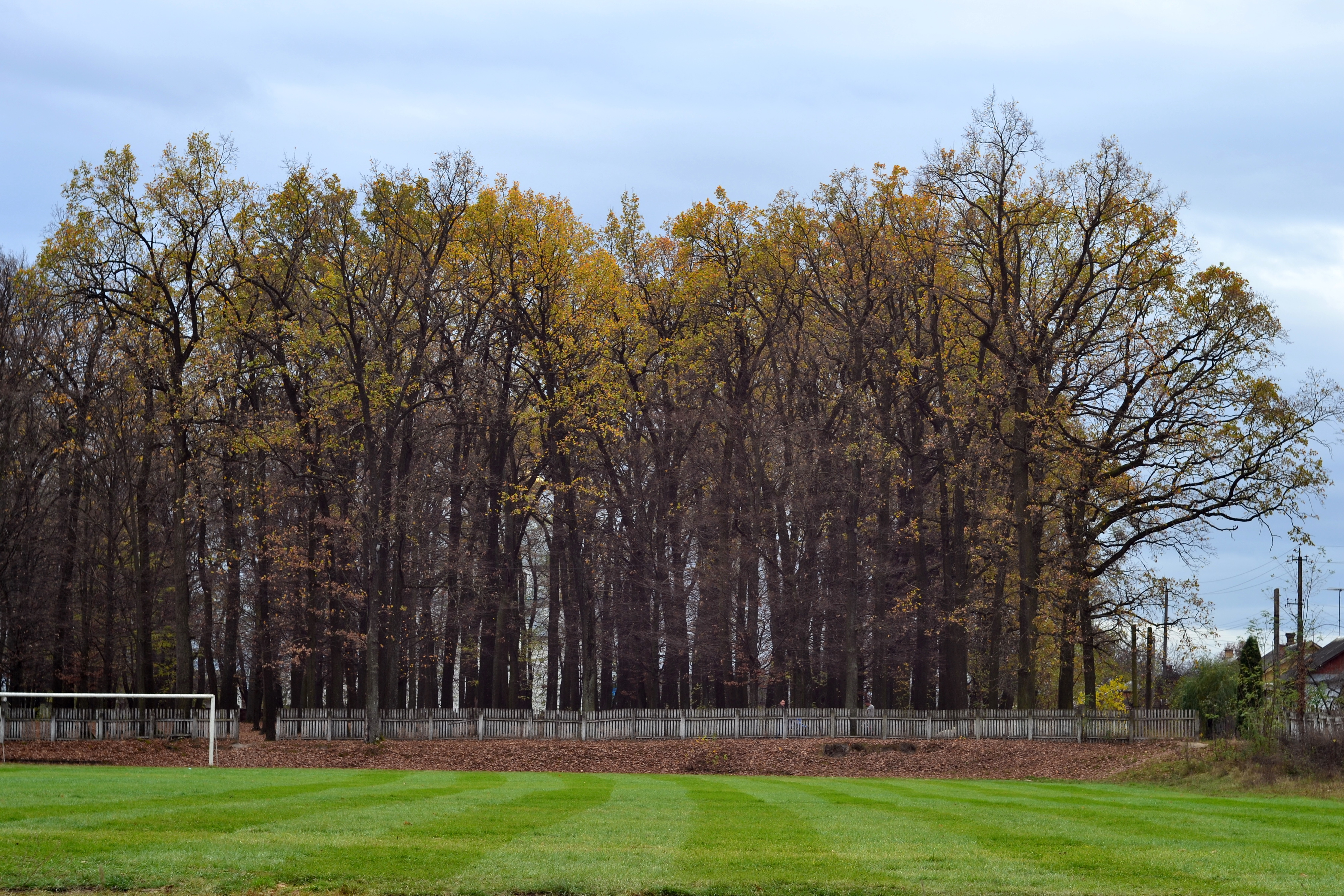
Клеванський парк
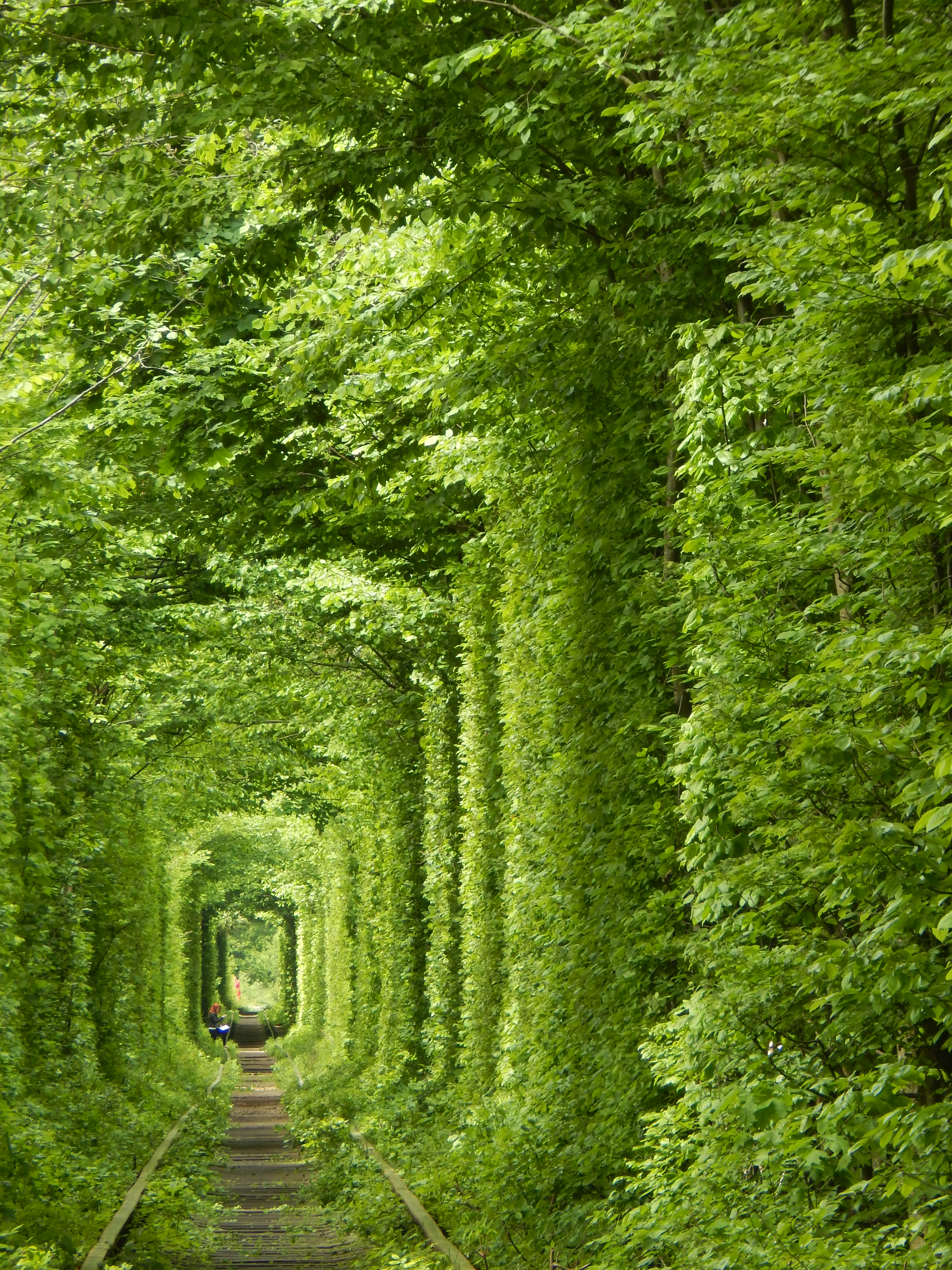
Тунель кохання
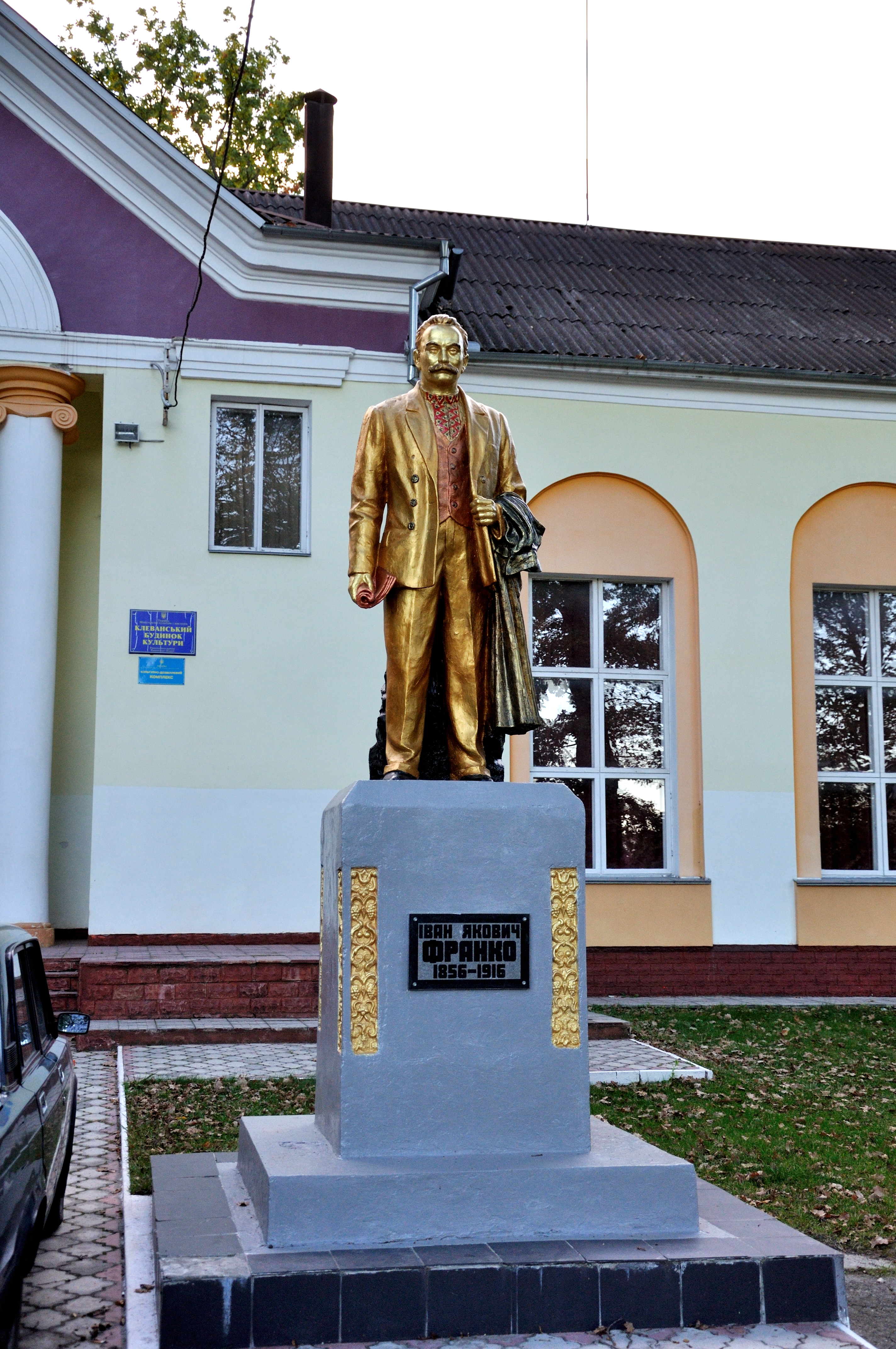
Пам'ятник І. Я. Франку, смт Клевань, вул. Тиха, будинок культури
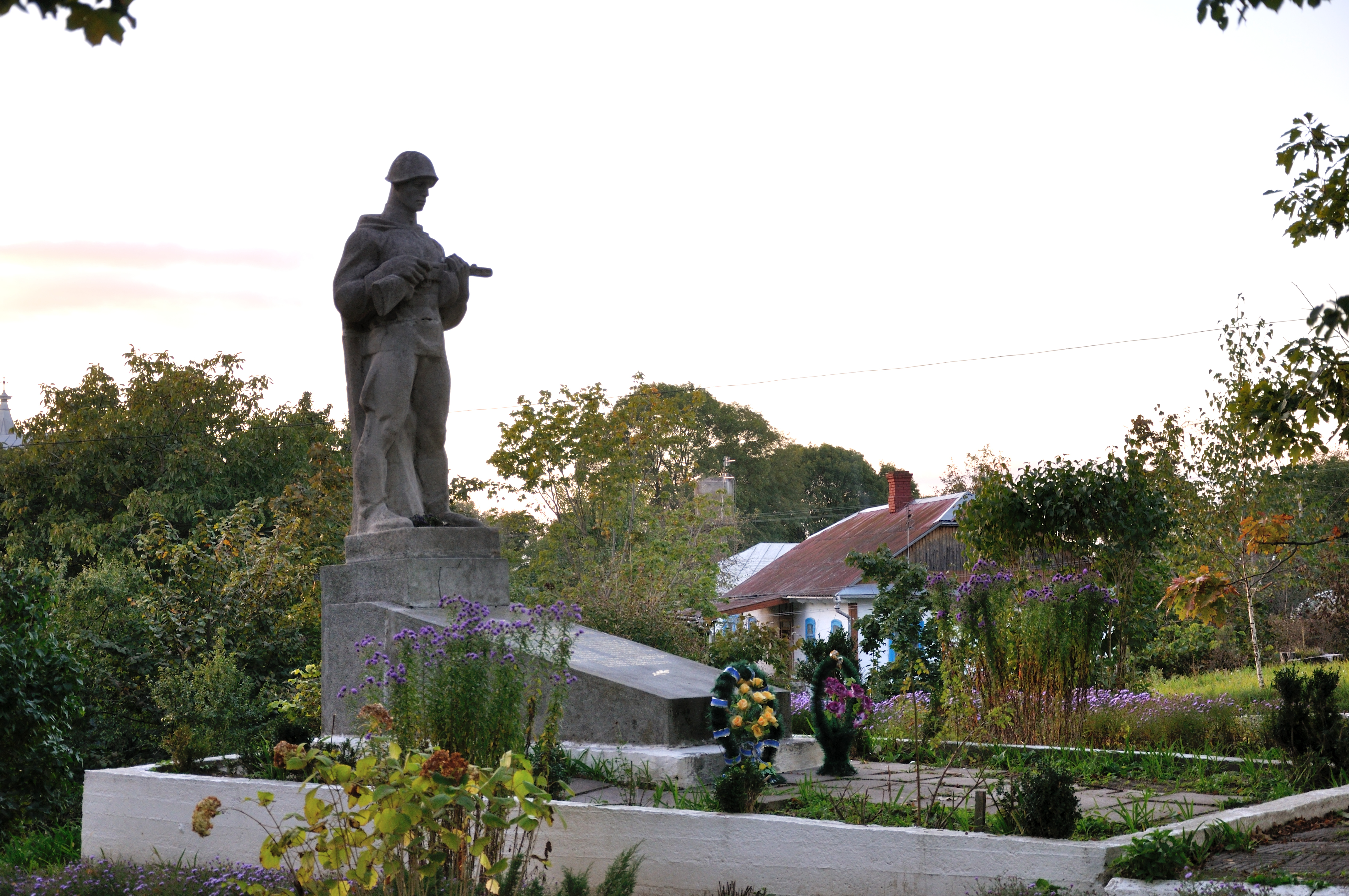
Братська могила воїнів радянської армії, смт Клевань, вул. Б. Хмельницького, 5
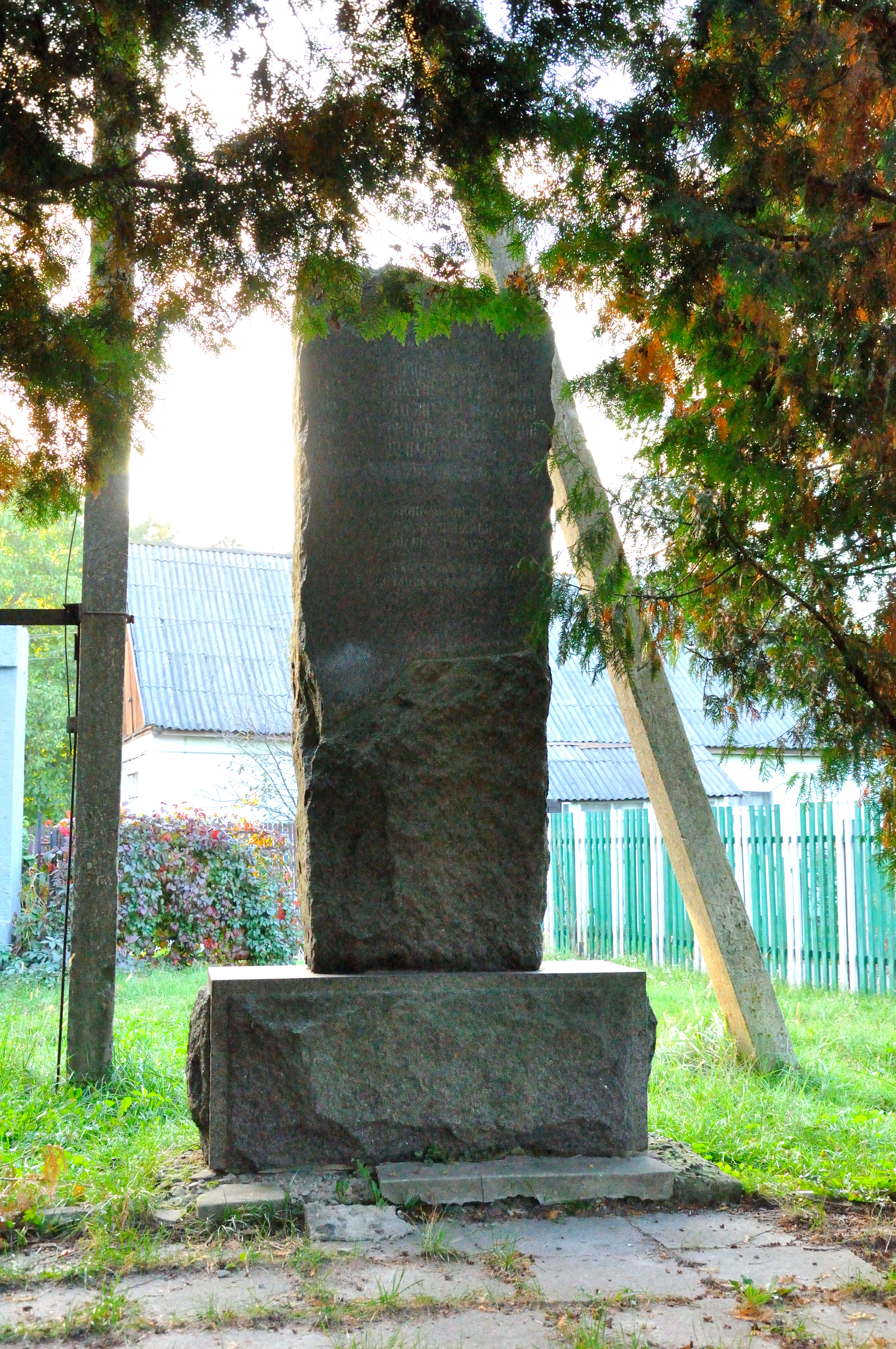
Пам’ятний знак міліціонеру В. Дровалеву, який загинув при виконанні службових обов’язків, смт. Клевань, вул. Центральна

## Цікаві факти
У 2016 році містечко стало переможцем інтернет-опитування як найбільш привабливий серед туристів український населений пункт.